# サンパウロ地下鉄
サンパウロ地下鉄（伯: Metropolitano de São Paulo、Metrô de São Paulo）は、ブラジルのサンパウロにある地下鉄である。

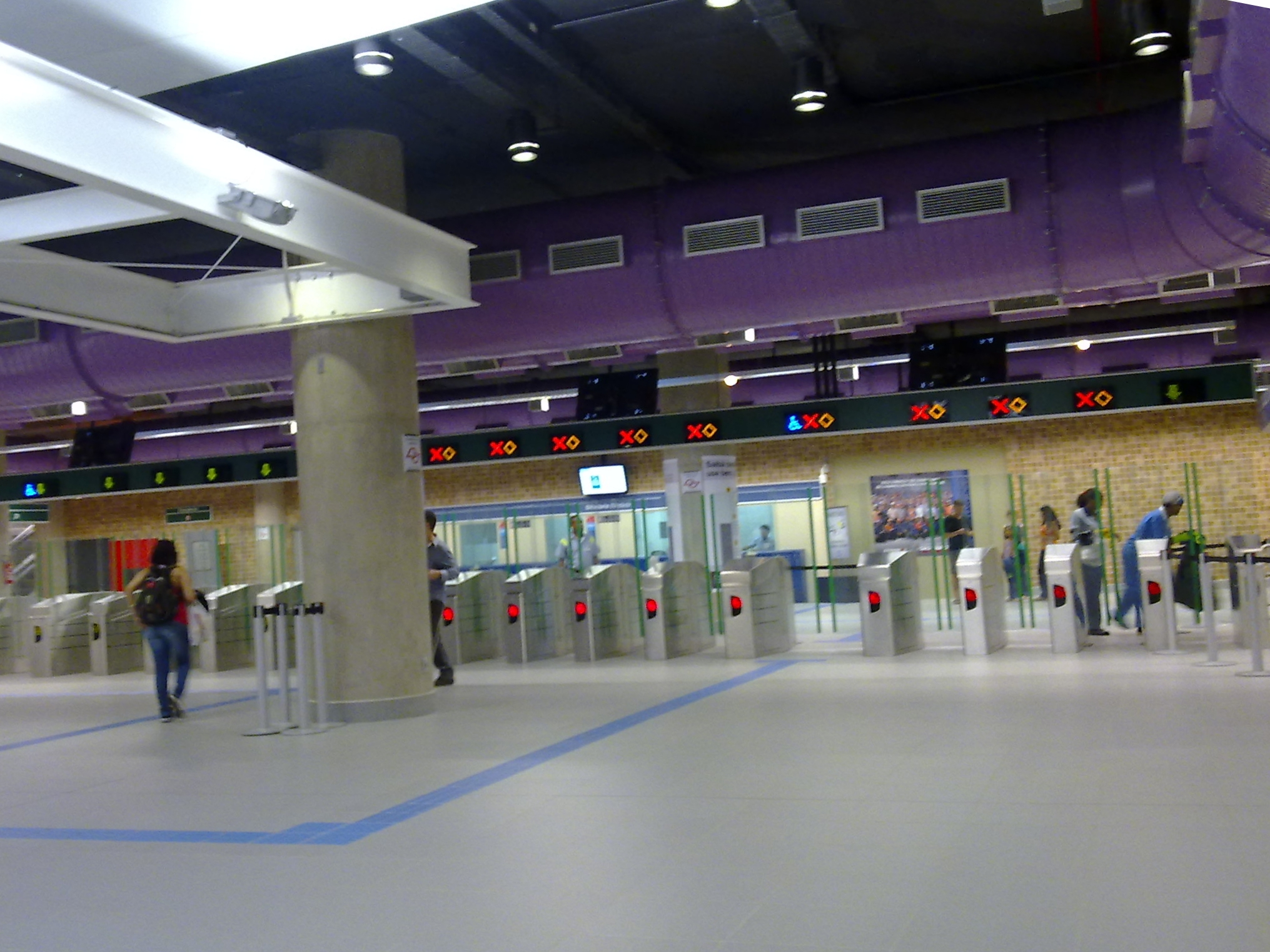
自動改札機

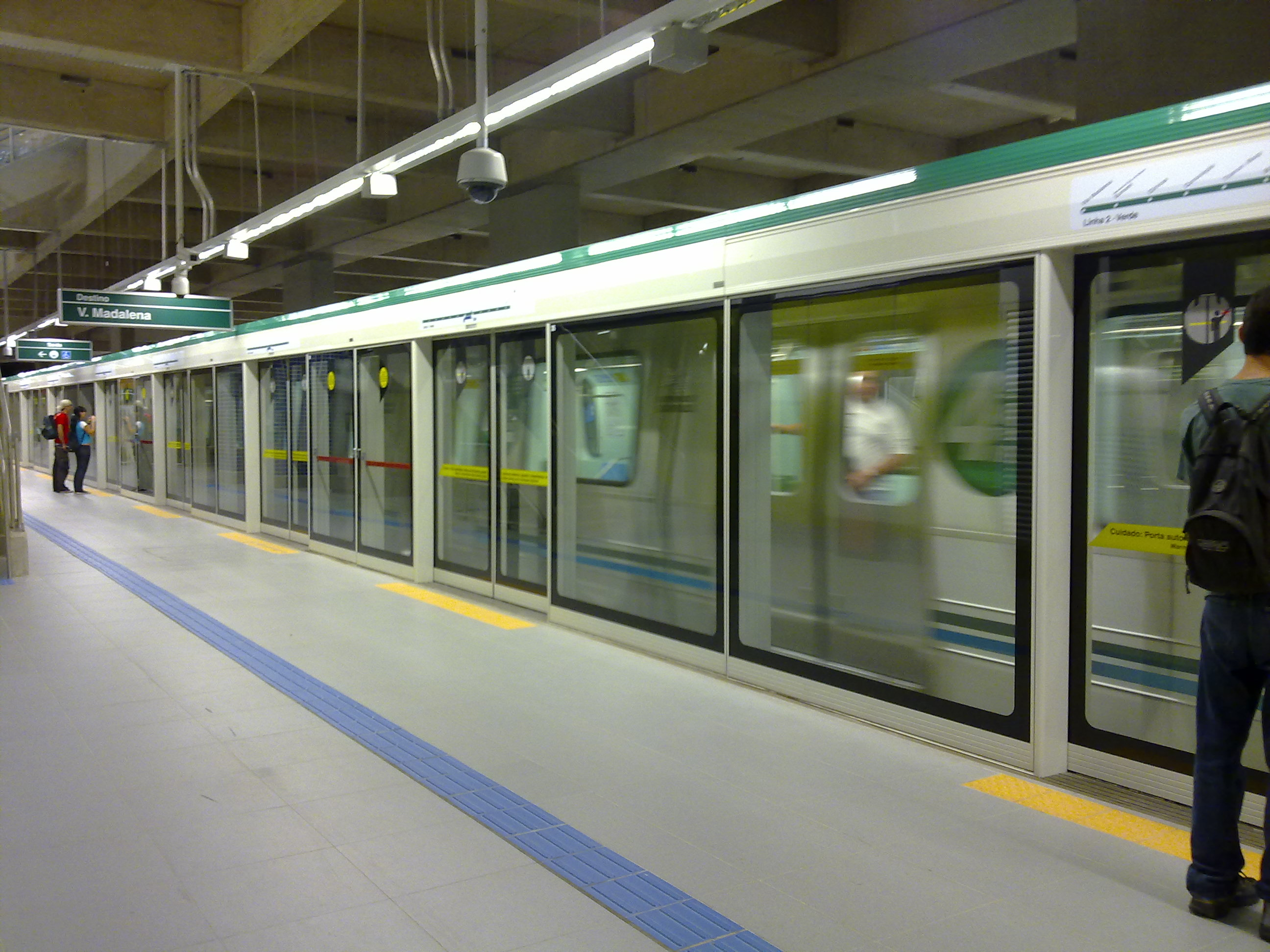
ホームドア

## 概要

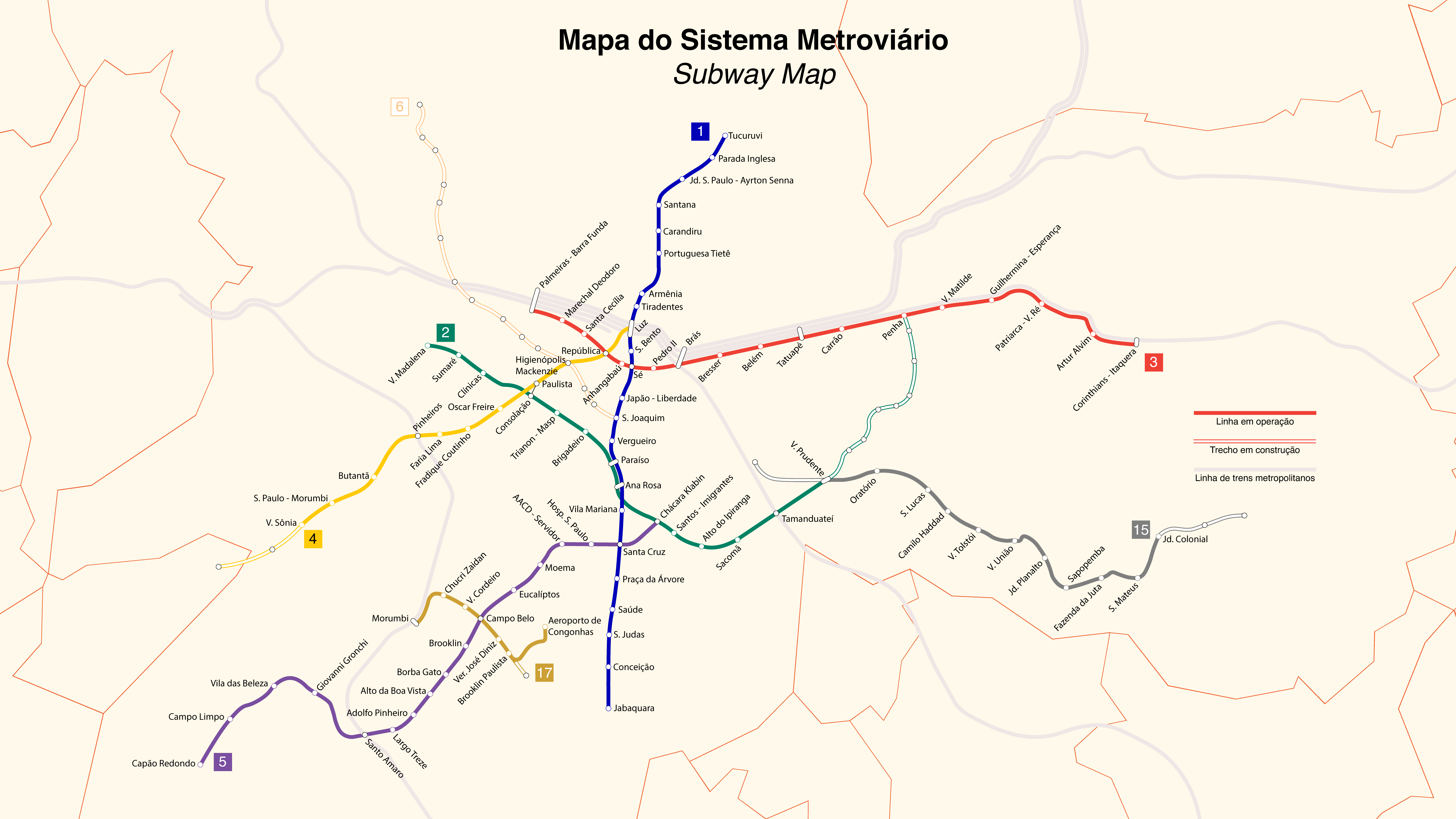
ほぼ正縮尺にて描いた2018年5月時点のサンパウロ地下鉄路線図。

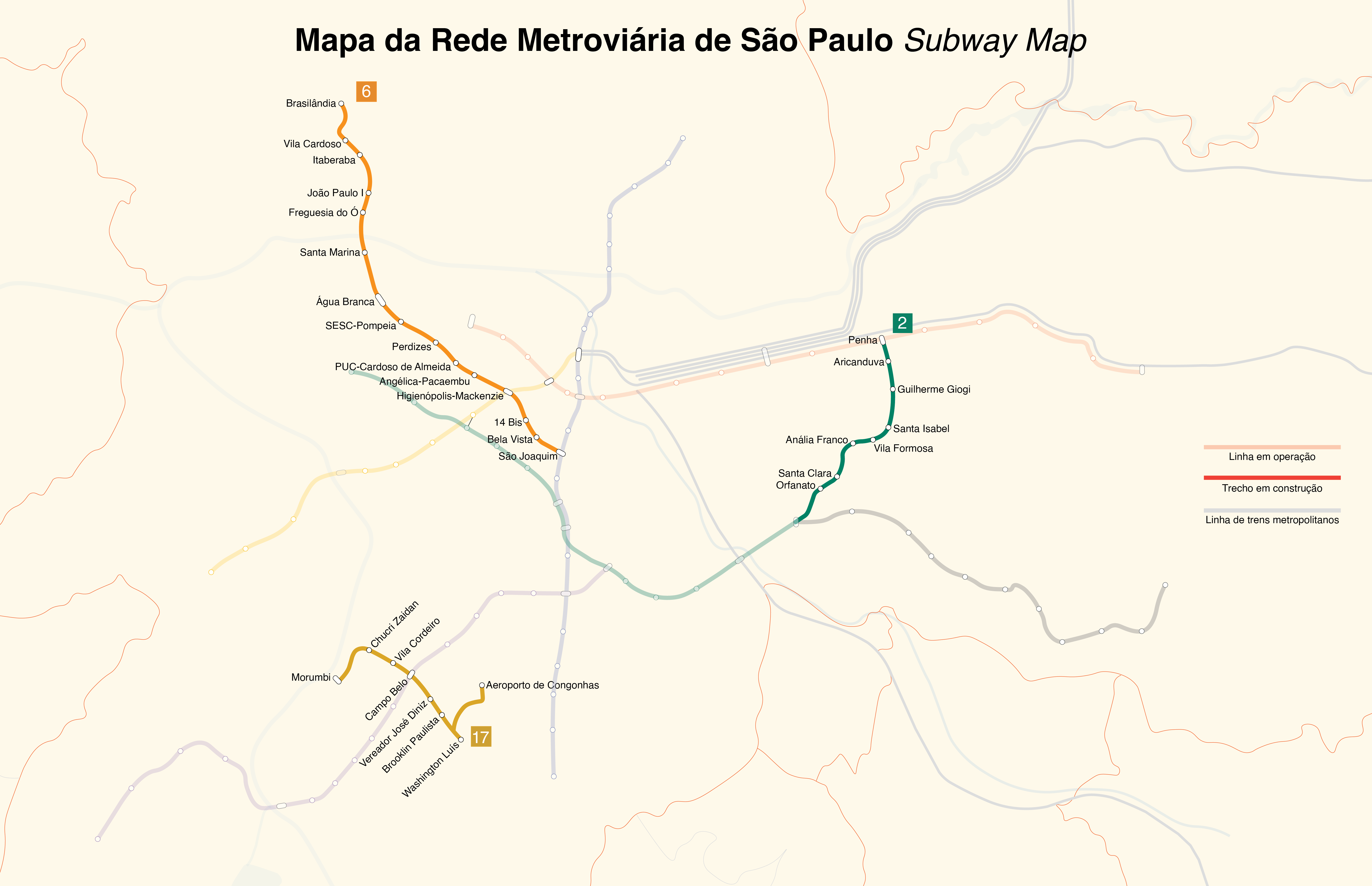
2018年5月時点の将来路線計画図。濃い路線色が延伸予定区間である。

1969年に建設が開始され、1974年にブラジル最初の地下鉄として開業した。近郊鉄道のCPTＭの路線網と一体として運営されており、路線番号も通し番号が付けられている。サンパウロ地下鉄はサンパウロ市中心部に建設されているが、CPTＭはサンパウロ大都市圏の近郊区間伸びている。現在地下鉄としては5路線、モノレールが2路線の計7路線が運行されており、7号線 - 14号線の割り振られているサンパウロ都市圏鉄道会社 (CPTM) の路線を含むと総延長は260.8kmとなる。さらに6路線が建設中・計画中であり、完成すると12路線、総延長172.1 kmの地下鉄網となり、そのうち地下鉄が8路線、モノレールが4路線となる。将来的にはサンパウロ都市圏鉄道会社の路線とあわせると22路線、総延長521kmもの鉄道網が完成する予定である。しかしながら、多くの路線では資金難や政治的な混乱から工事が中断・停滞し、開通が大幅に遅れている。

## 車両

### 第三軌条方式
全車種6両編成で最高時速100km/hである。このタイプの車両は、他の車両へ移る貫通扉や幌が全く設置されていない。
- A型電車
  - 1972年から1974年にかけて東急車輛の技術協力と、サンパウロの鉄道車両メーカーマフェルサで製造された。
  - I型またはJ型に改造編入された車両を除いて引退している。
  - かつては1/2/3号線で運行された。

- C型電車

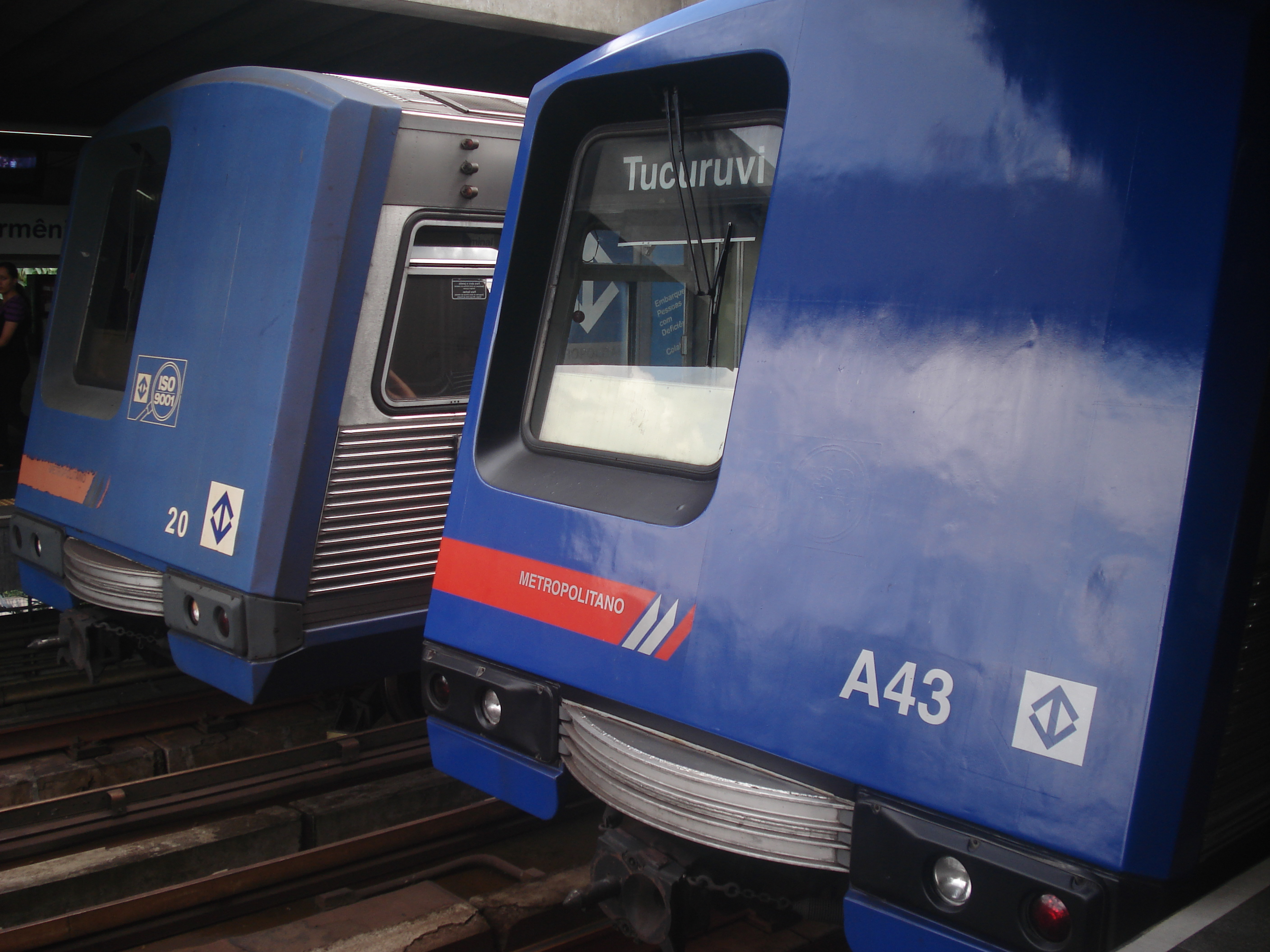
A型電車

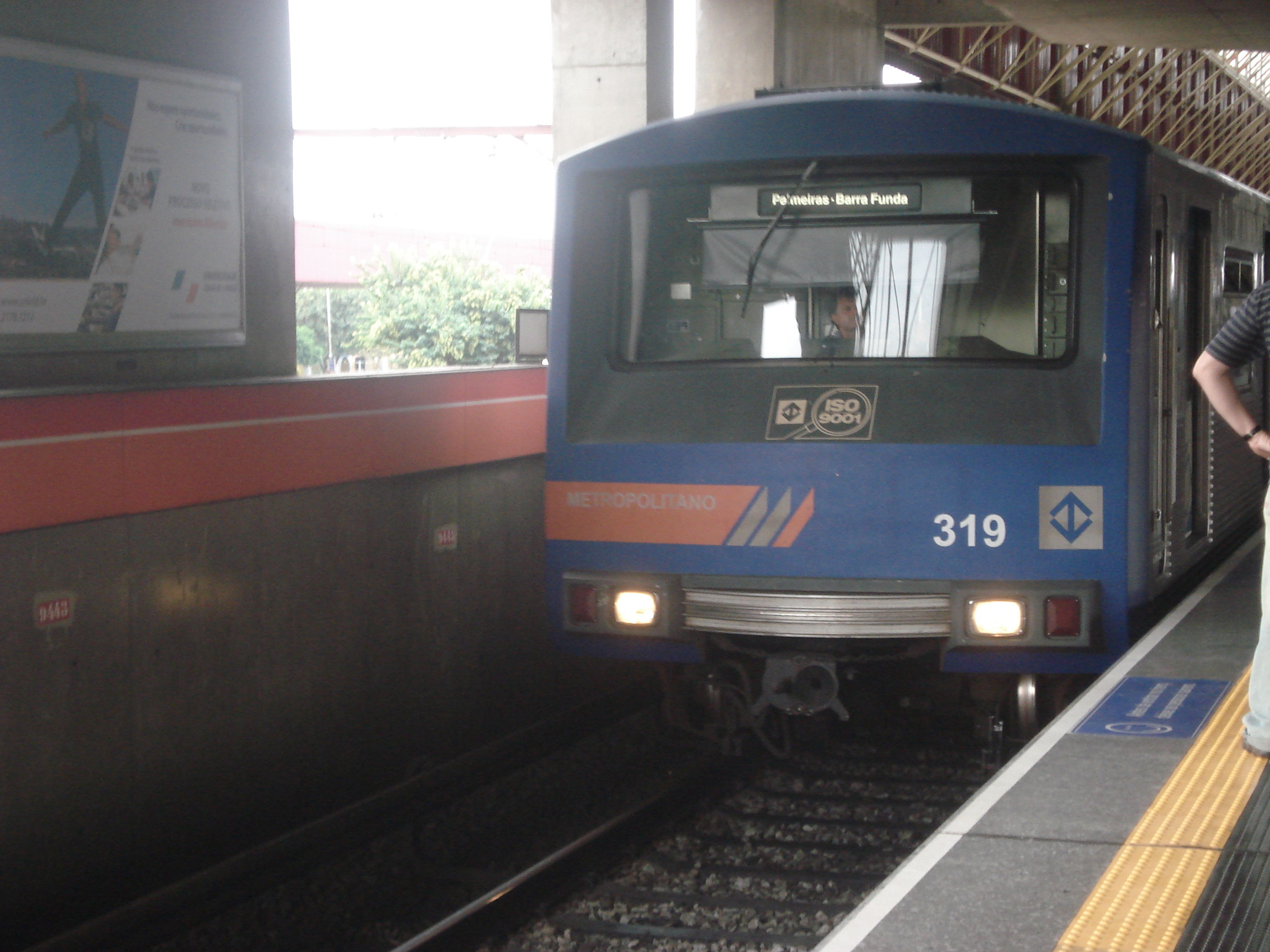
C型電車

  - 1982年から1986年にかけてコブラスマで製造された。
  - K型に改造編入された車両を除いて引退している。
  - かつては3号線のみで運行された。

- D型電車
  - 1982年から1986年にかけてマフェルサで製造された。C型と外観は変わらず、製造会社が違う。
  - L型に改造編入された車両を除いて引退している。
  - かつては1/2/3号線で運行された。

- E型電車

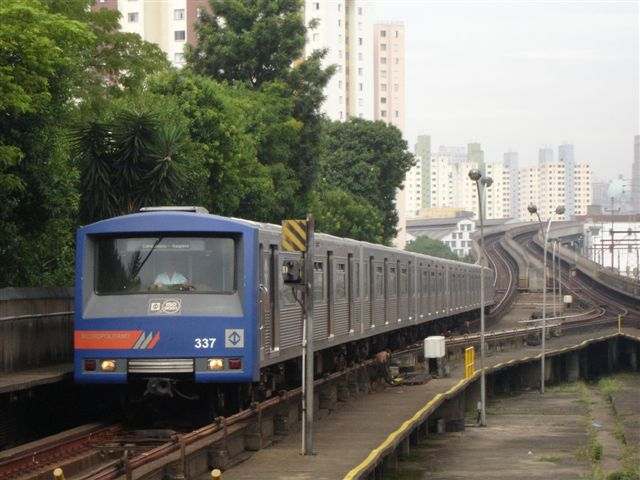
D型電車

  - 1998年から1999年にかけてアルストムで製造された。
  - サンパウロ地下鉄最初のVVVFインバータ制御車である。
  - 1号線で運行されている。かつては2/3号線にも投入されていた。

- G型電車

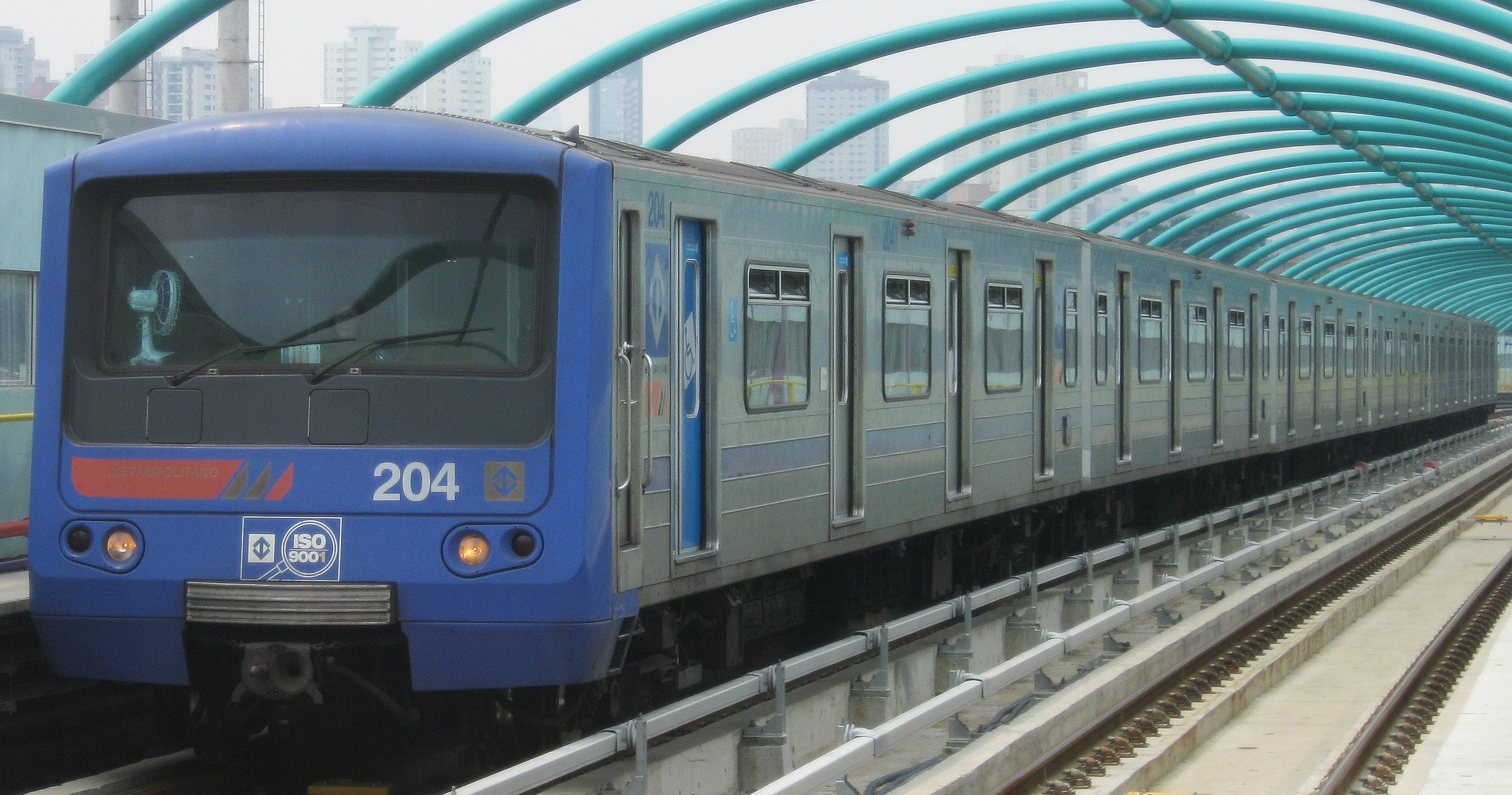
E型電車

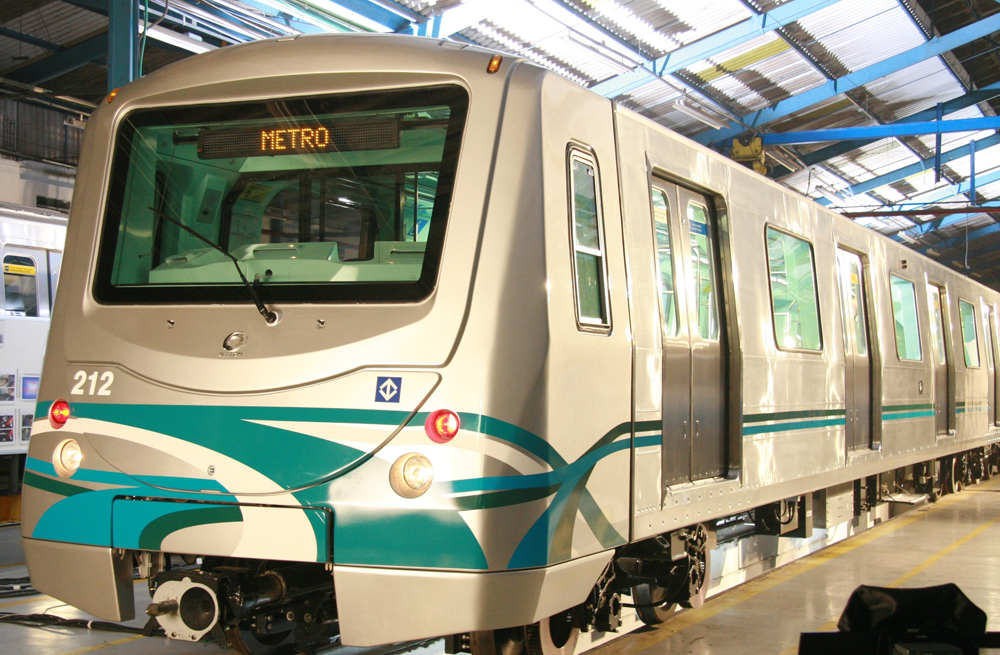
G型電車

  - 2008年から2010年にかけてアルストムで製造された。
  - 1/3号線で運行されている。かつては2号線にも投入されていた。

- H型電車
  - 2008年から2010年にかけてCAFで製造された。
  - 3号線で運行されている。かつては1号線にも投入されていた。

- I型電車

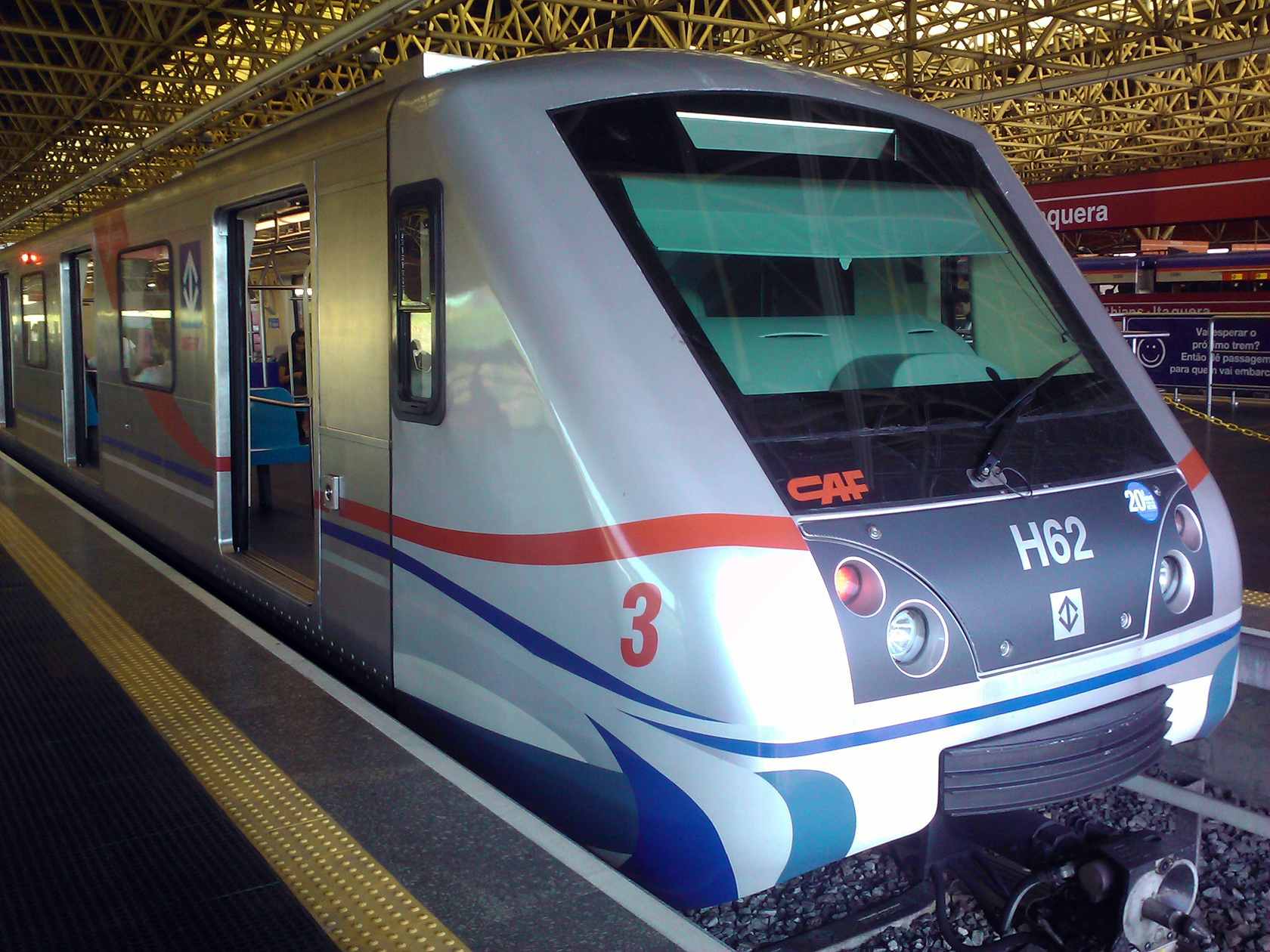
H型電車

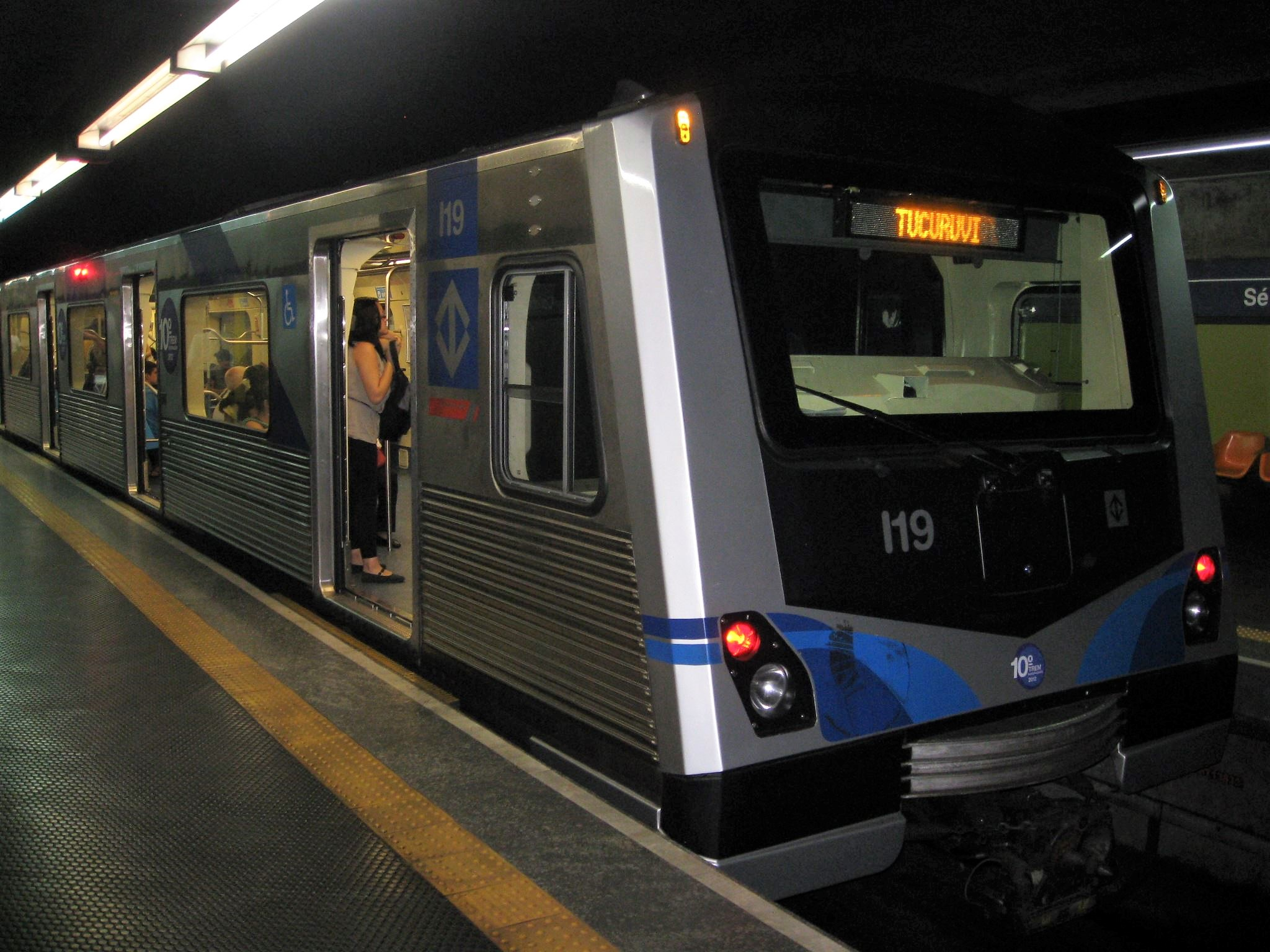
I型電車

  - 2011年から2018年にかけてA型電車を体質改善する形でアルストムとシーメンスで製造された。
  - 1/2号線で運行されている。

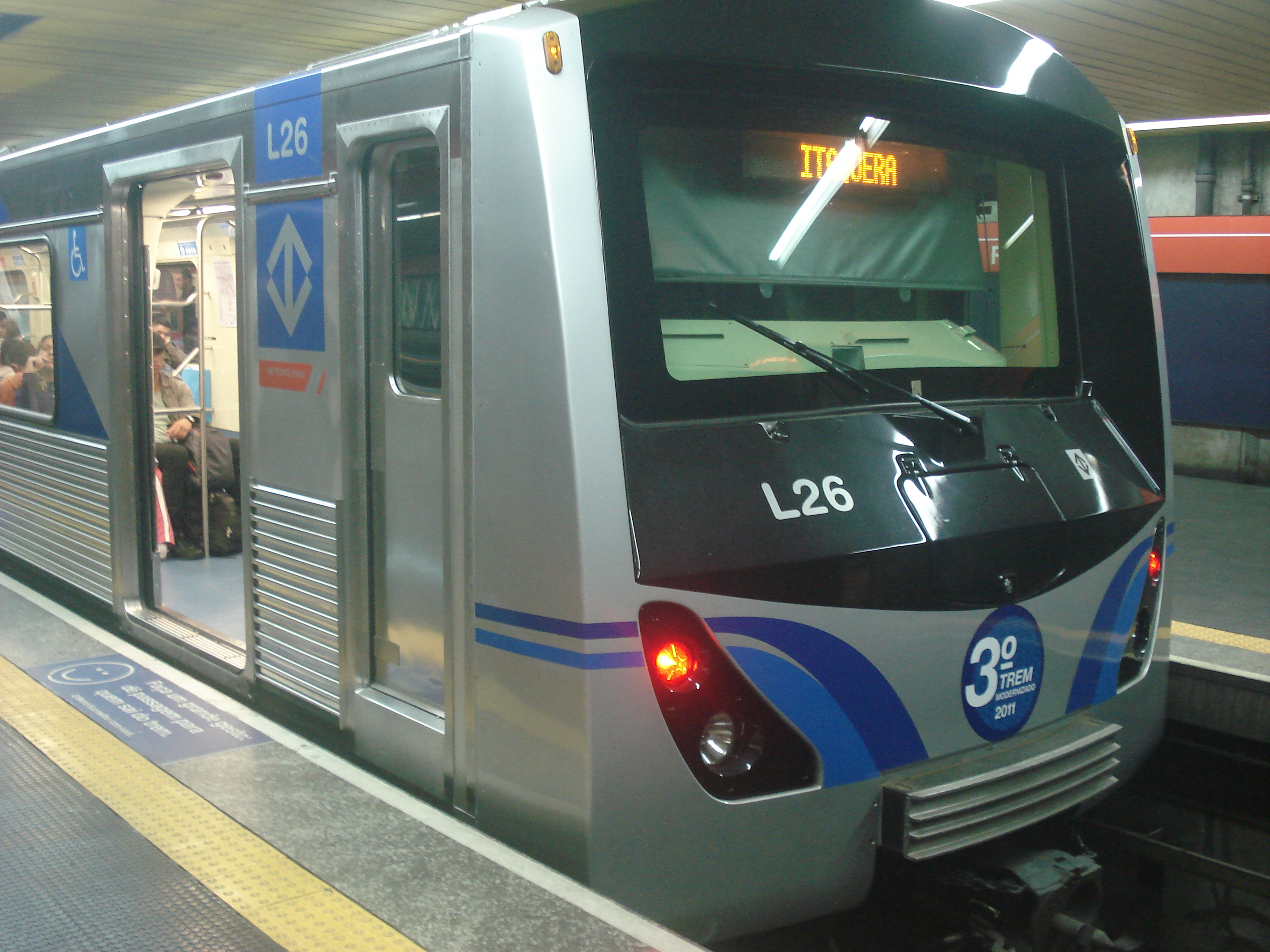
L型電車

- J型電車
  - 2011年から2018年にかけてA型電車を体質改善する形でボンバルディアとテジョフランとTemoinsaで製造された。
  - 1/2号線で運行されている。

- K型電車

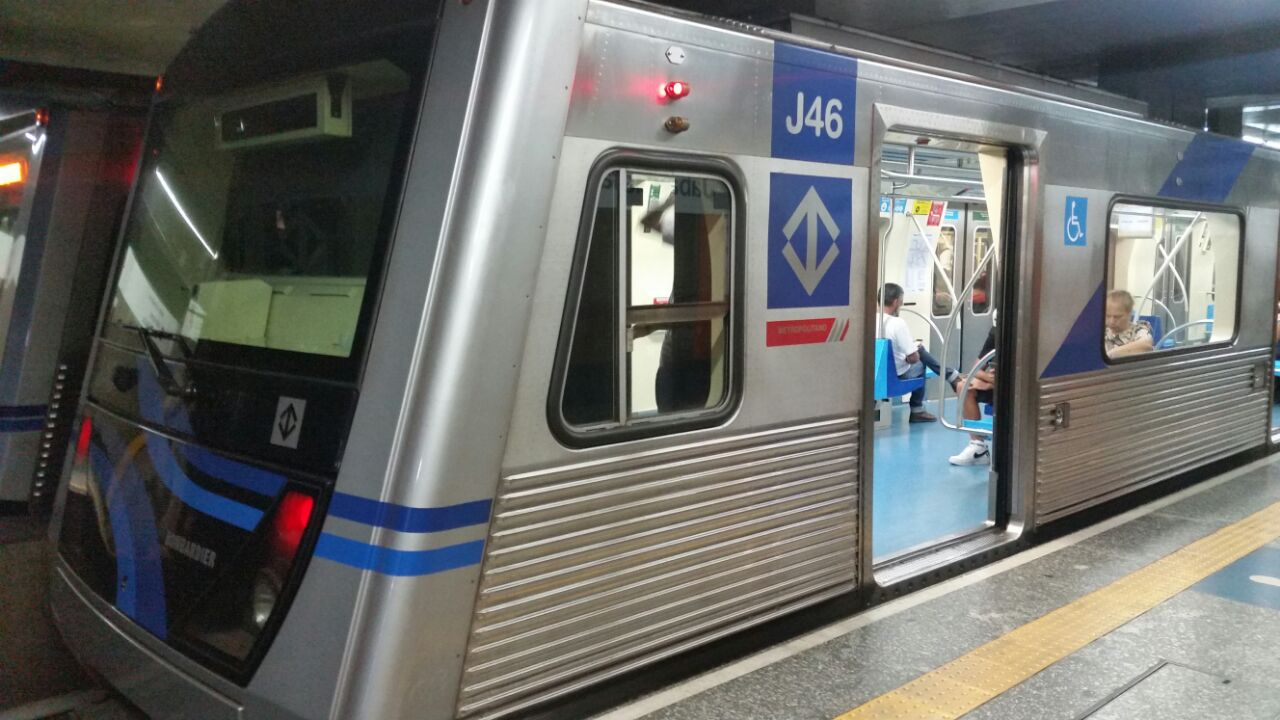
J型電車

  - 2011年から2014年にかけてC型電車を体質改善する形でT'TransとMPEとTemoinsaで製造された。
  - 3号線のみで運行されている。

- L型電車

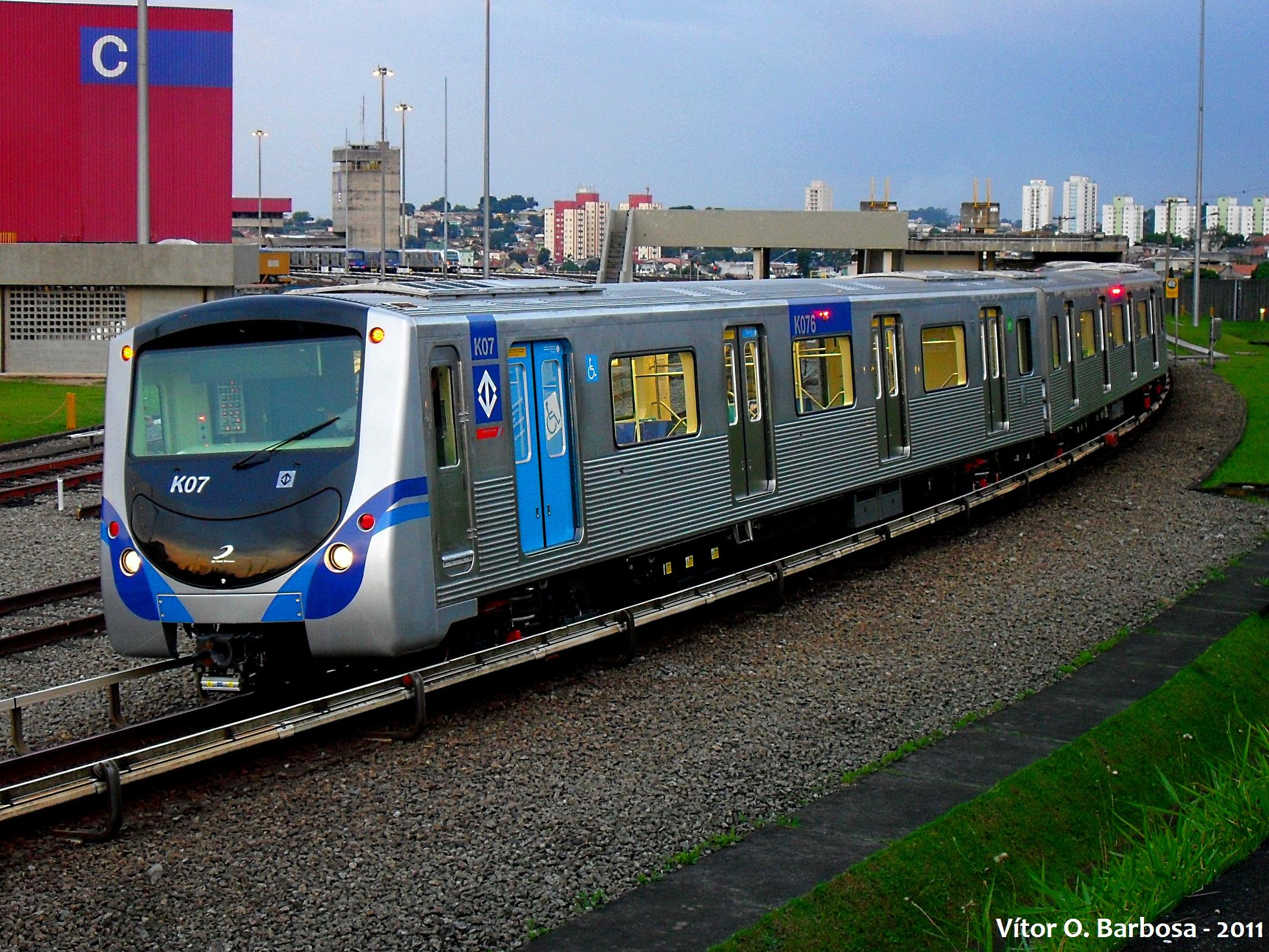
K型電車

  - 2011年から2017年にかけてD型電車を体質改善する形でアルストムとIESAで製造された。
  - 1/2号線で運行されている。かつては3号線にも投入されていた。

### 架線集電式
全車種6両編成で最高時速80km/hである。
- F型電車
  - 2001年から2002年にかけてアルストム・CAF・シーメンスで製造された。
  - 5号線で運行されている。

- P型電車

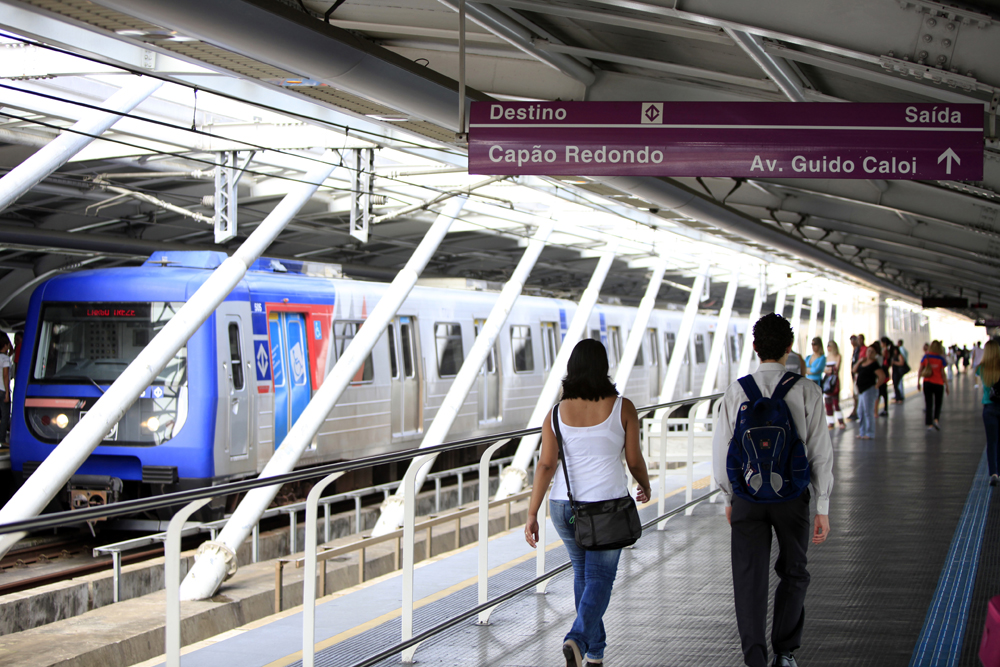
F型電車

  - 2013年から2014年にかけてCAFで製造された。
  - 5号線で運行されている。

- 現代ロテム型電車

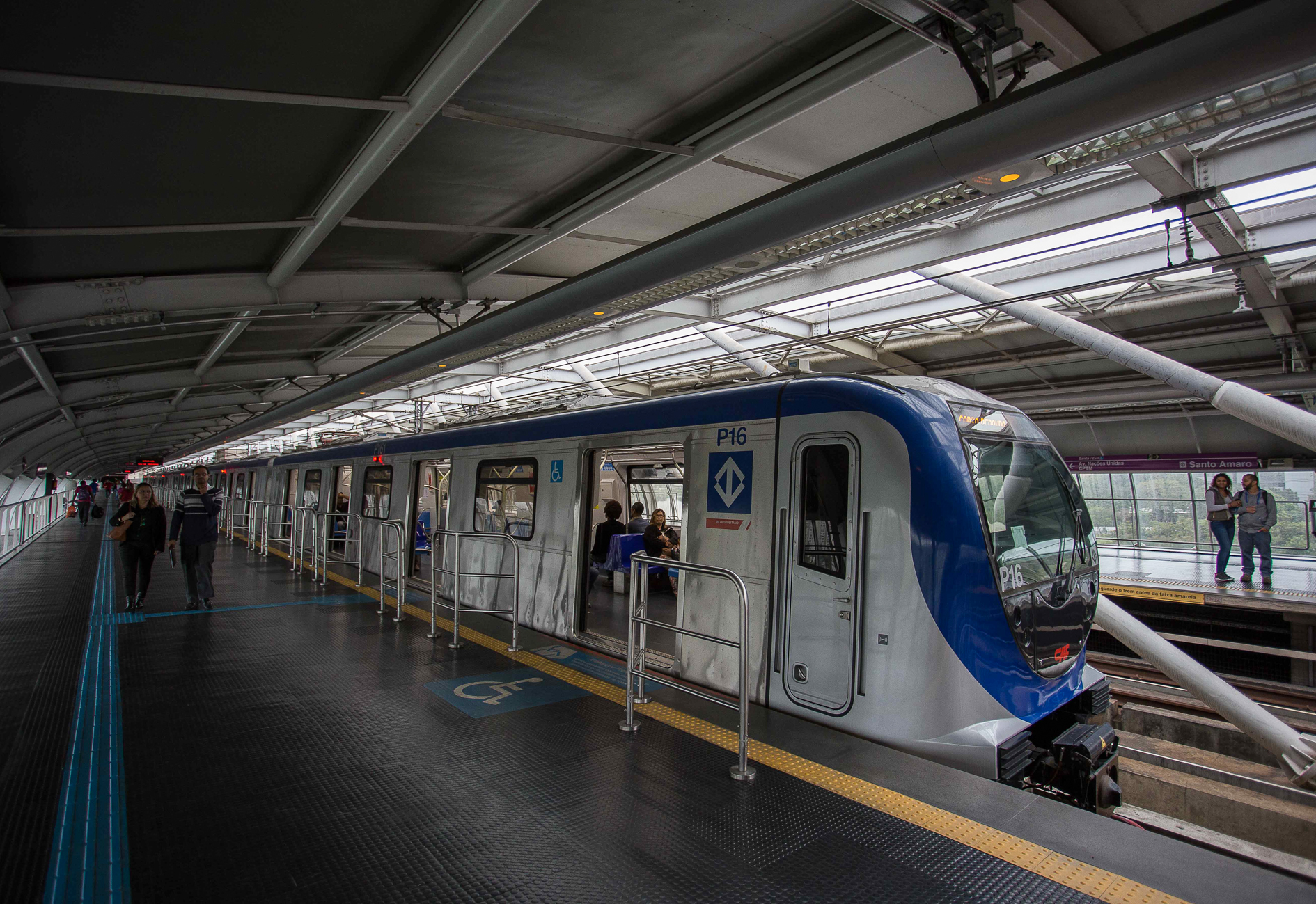
P型電車

  - 韓国ロテム製の車両で4号線で運行されている。
  - 2009年に1次車、2017年に2次車が製造された。

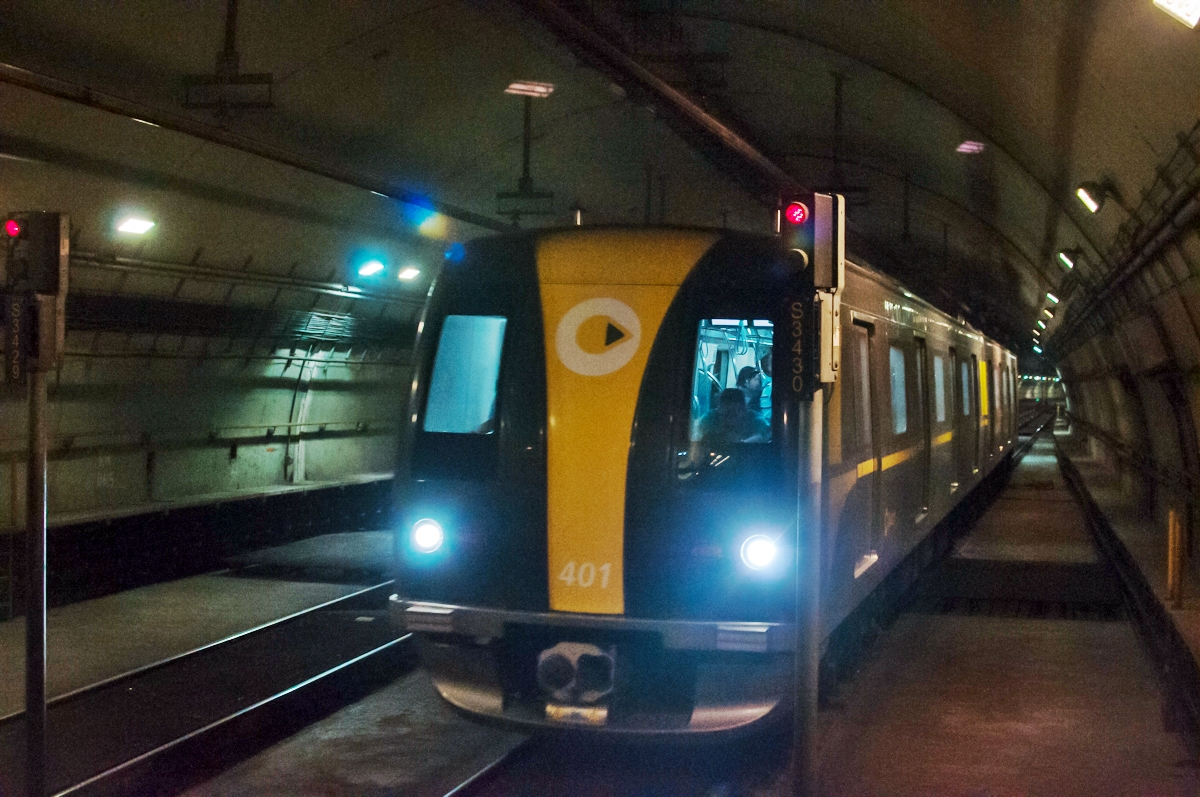
R型電車

### モノレール
- M型
  - 2011年から2014年にかけてボンバルディアで製造された跨座式モノレール車両。

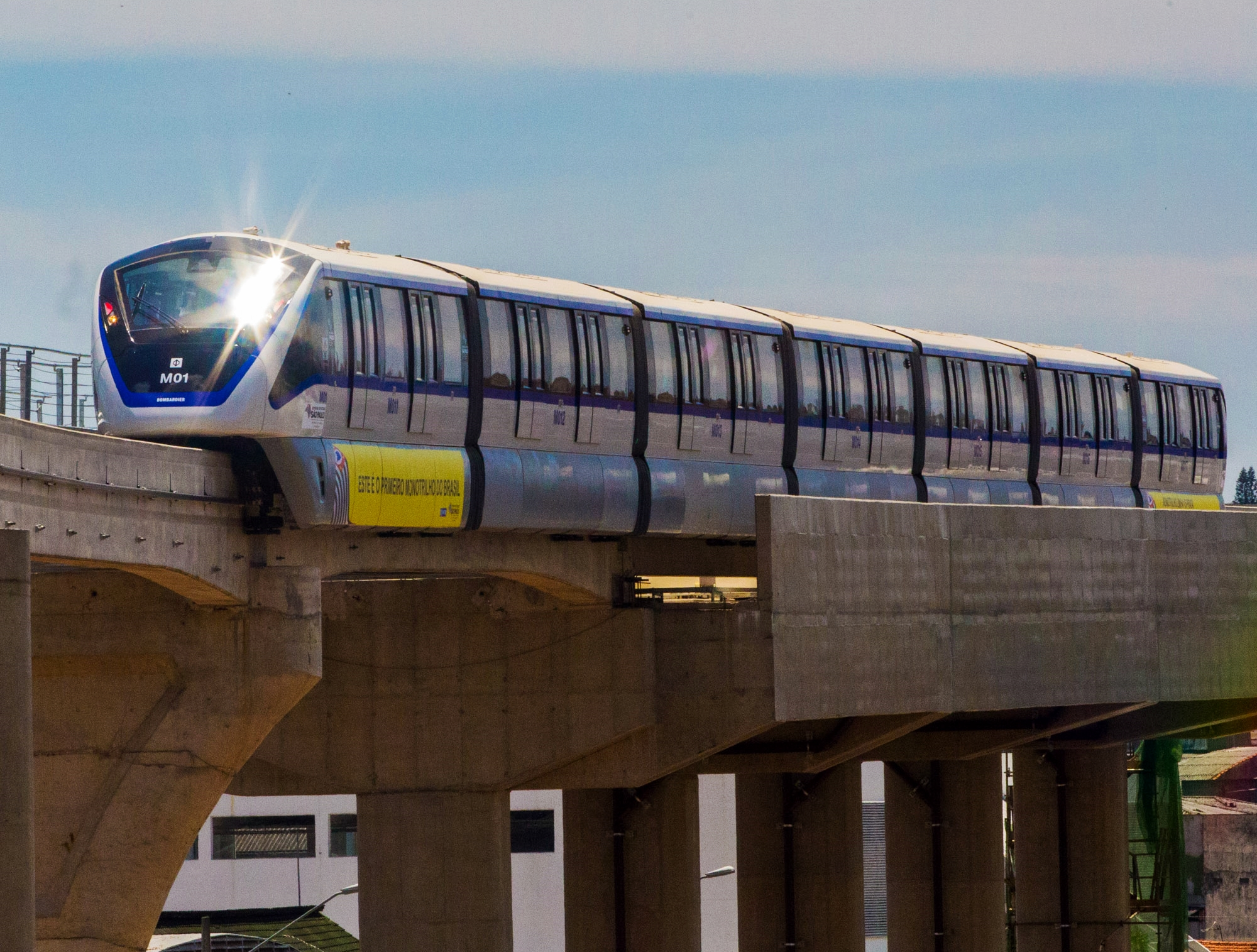
M型

  - 15号線で運行されている。
  - 7両編成で最高時速90km/h

## 路線

1号線路線図

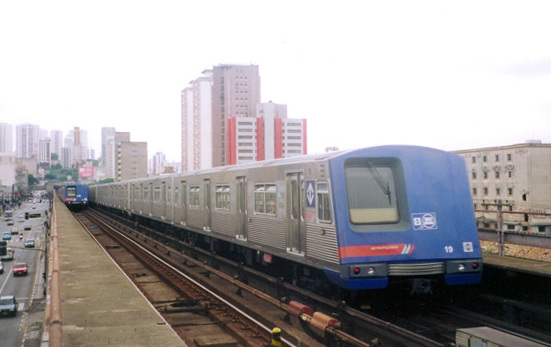
1号線の電車

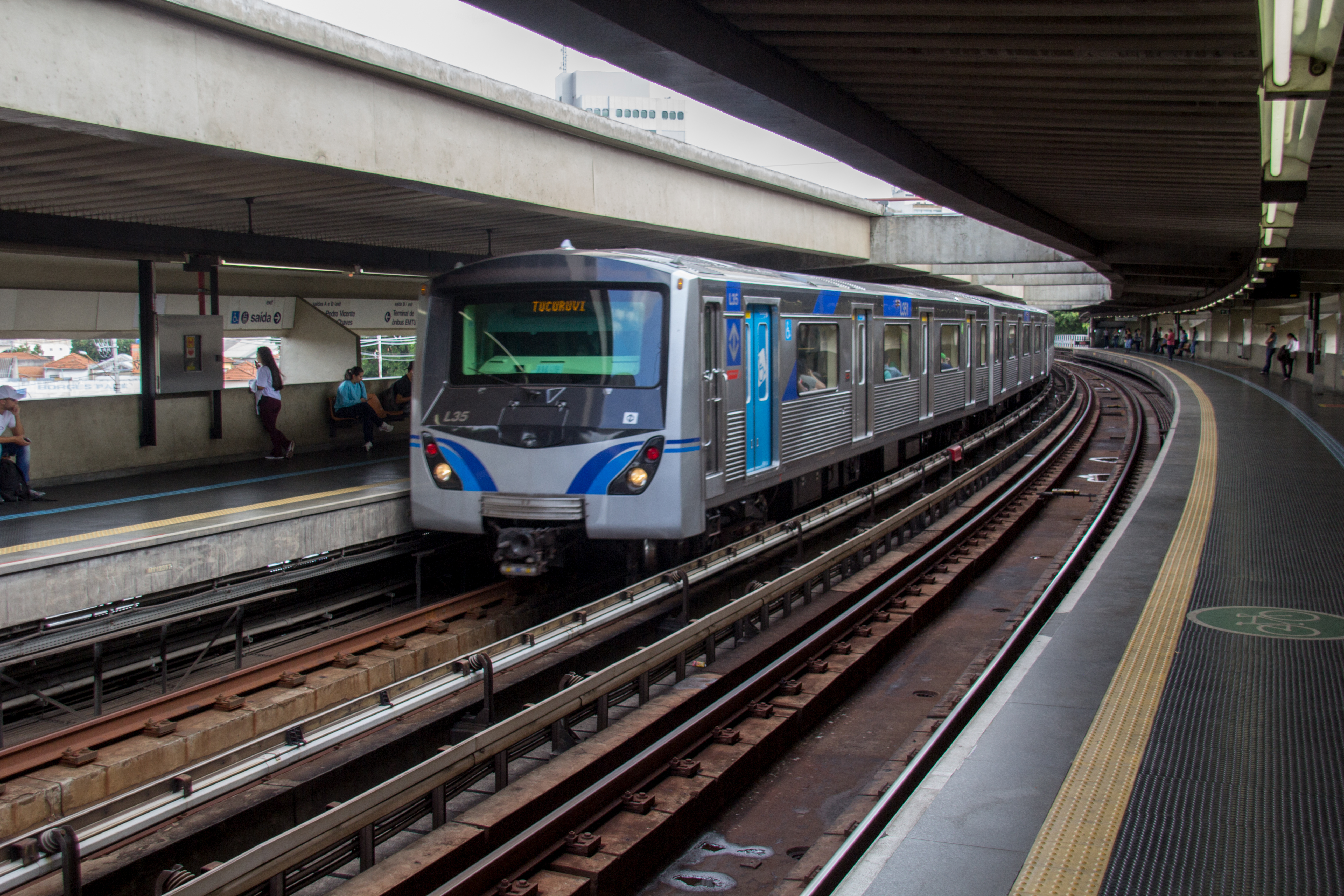
1号線の車両

2号線路線図

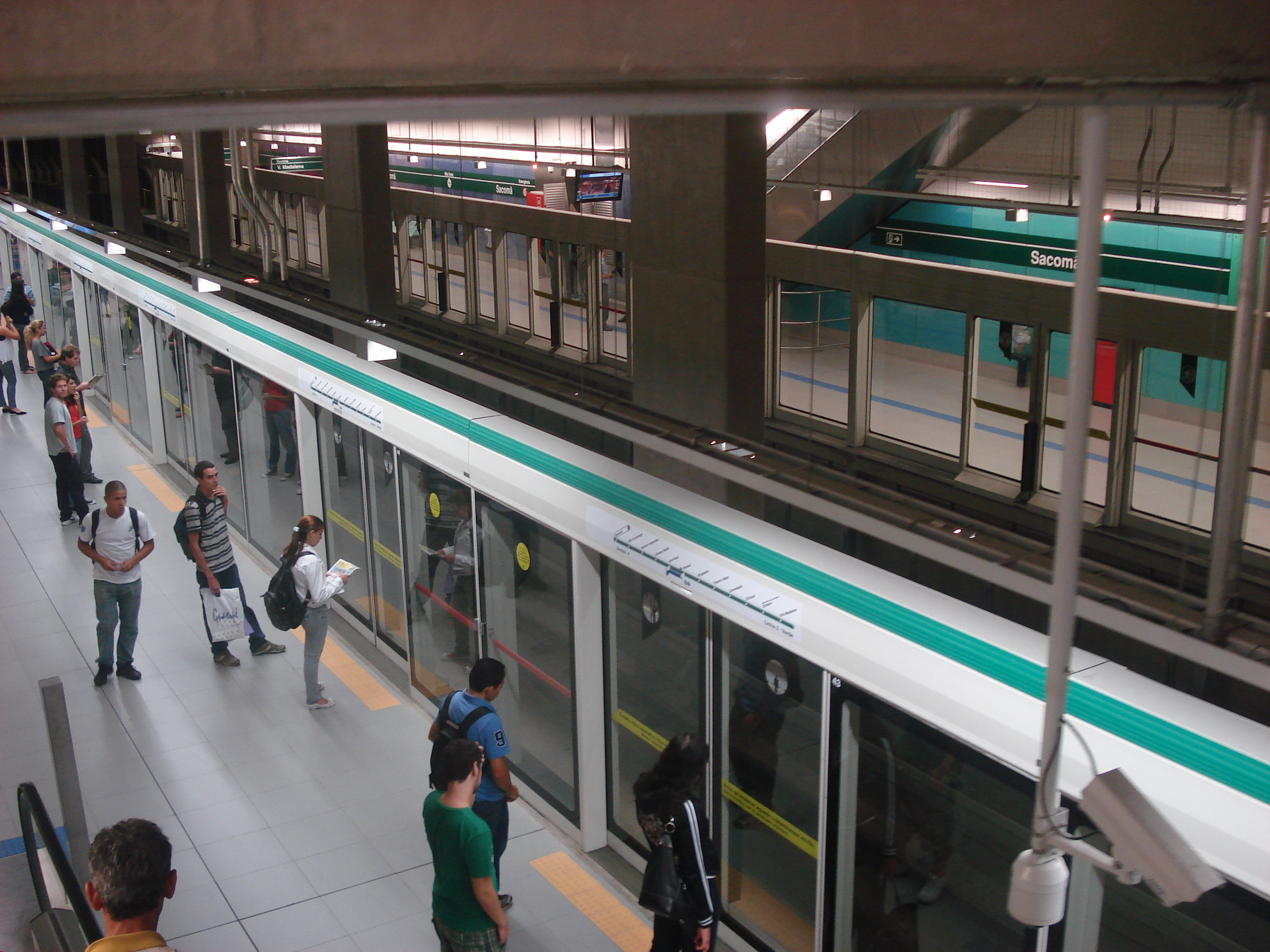
2号線Sacomã駅

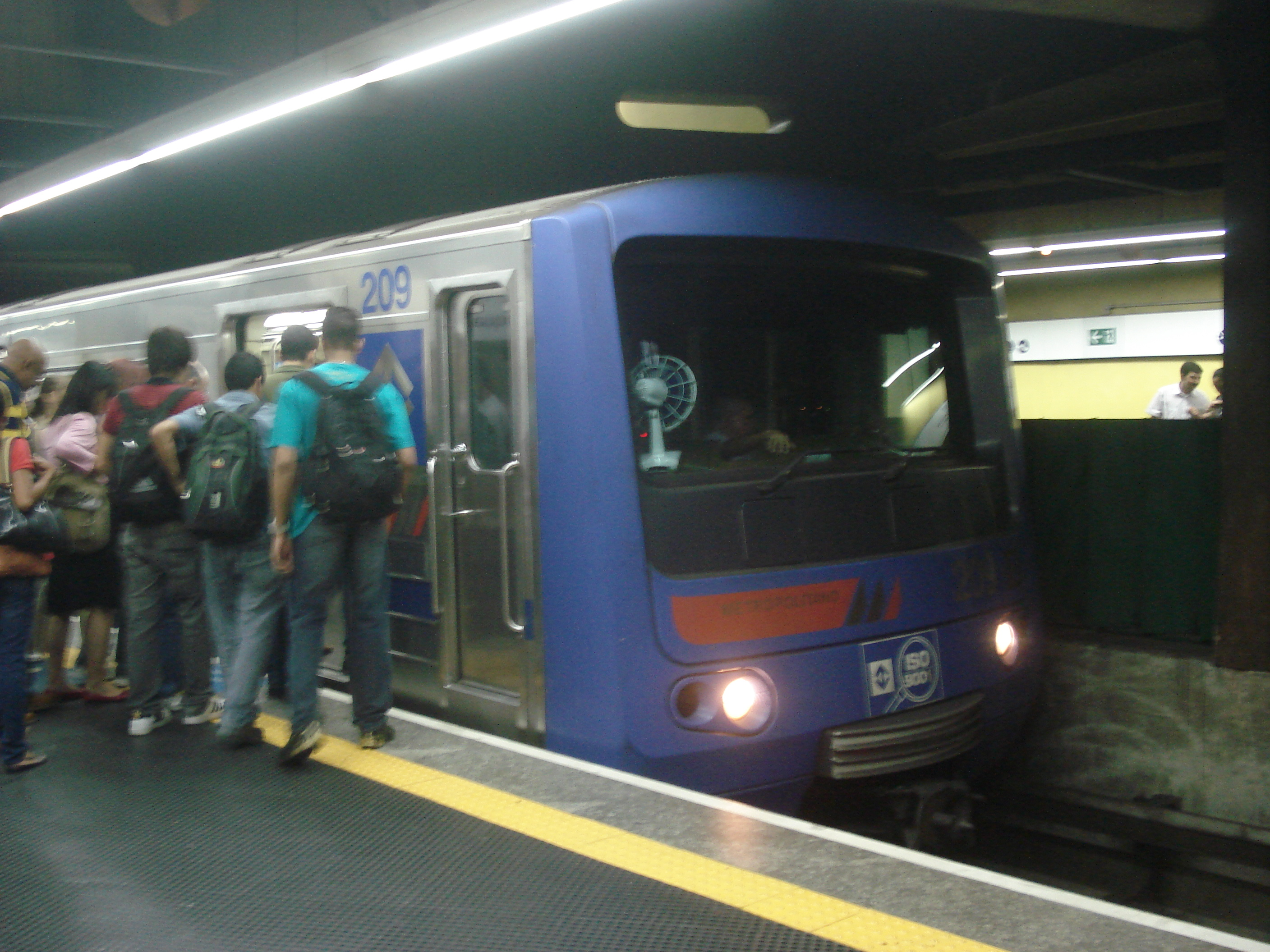
2号線の車両

3号線路線図

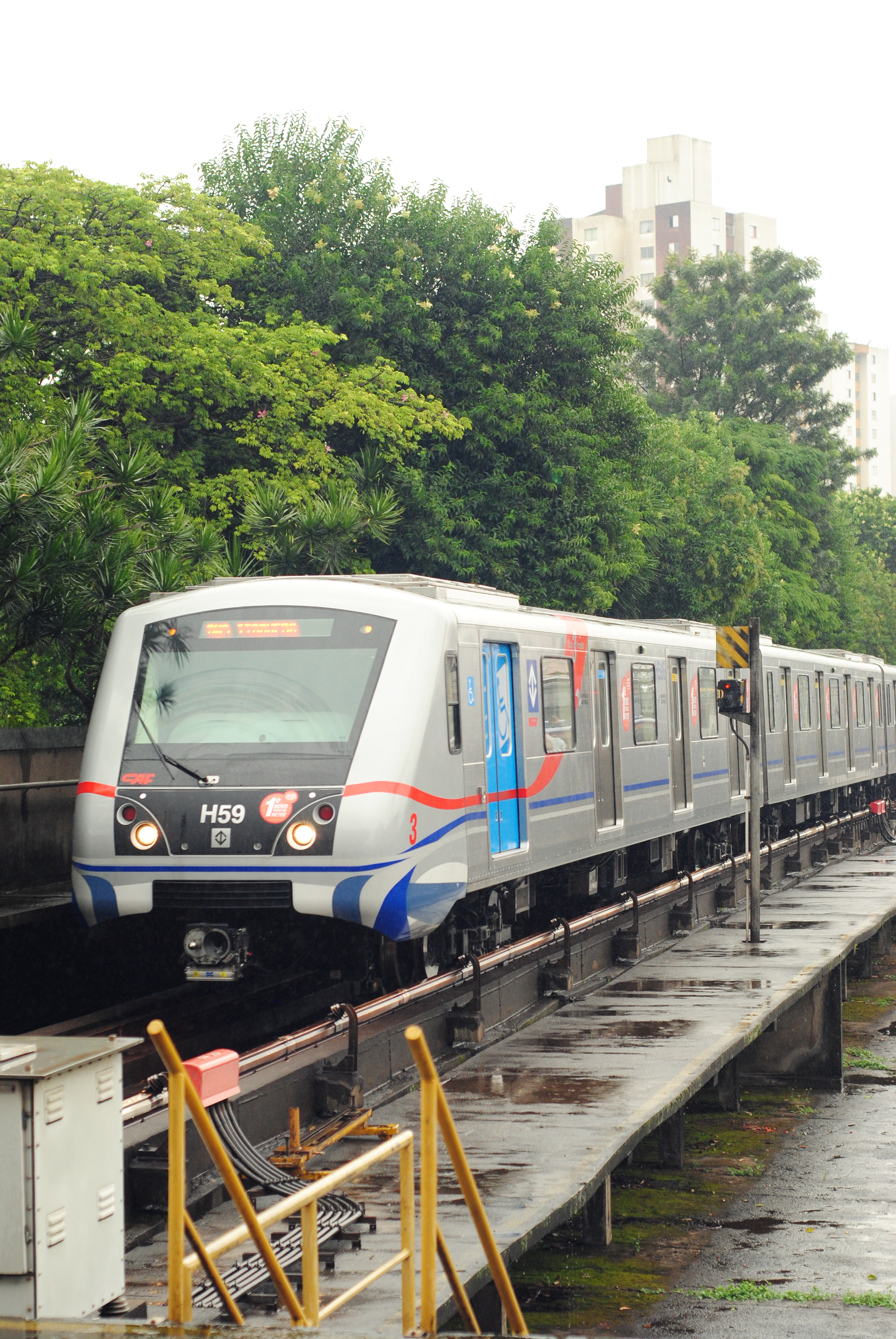
3号線の車両

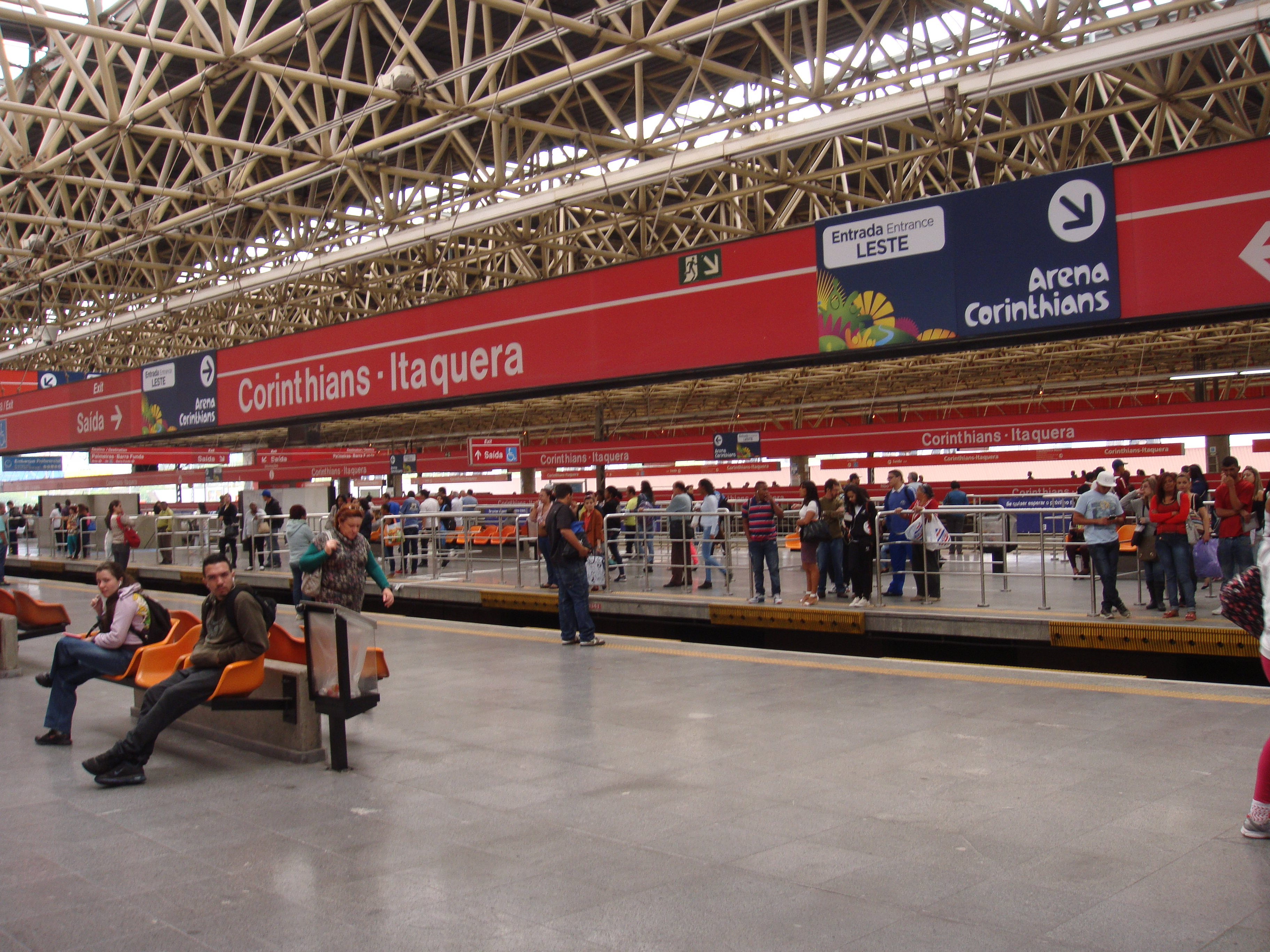
3号線のCorinthians Itaquera駅

4号線路線図

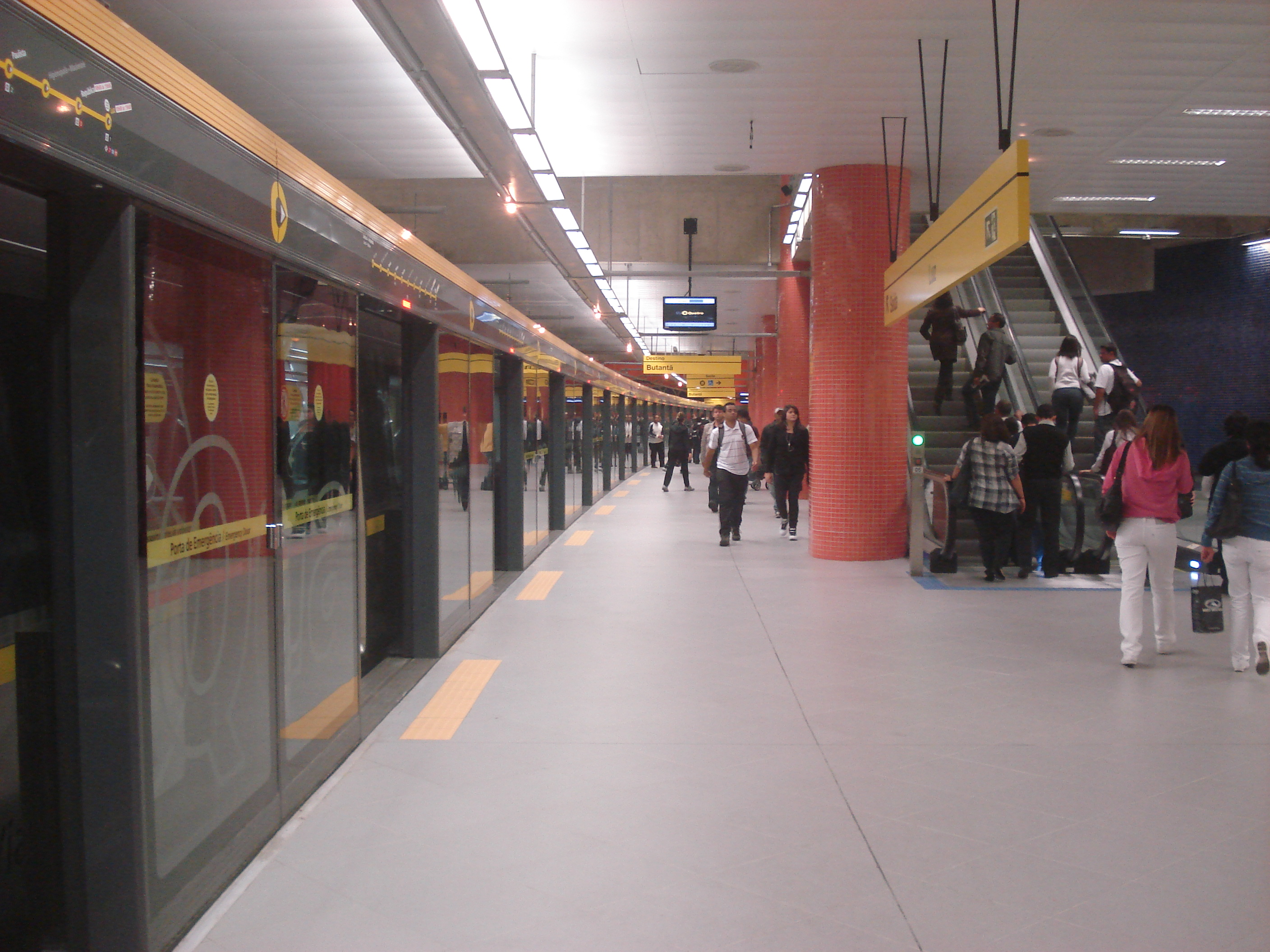
4号線のLuz駅ホーム

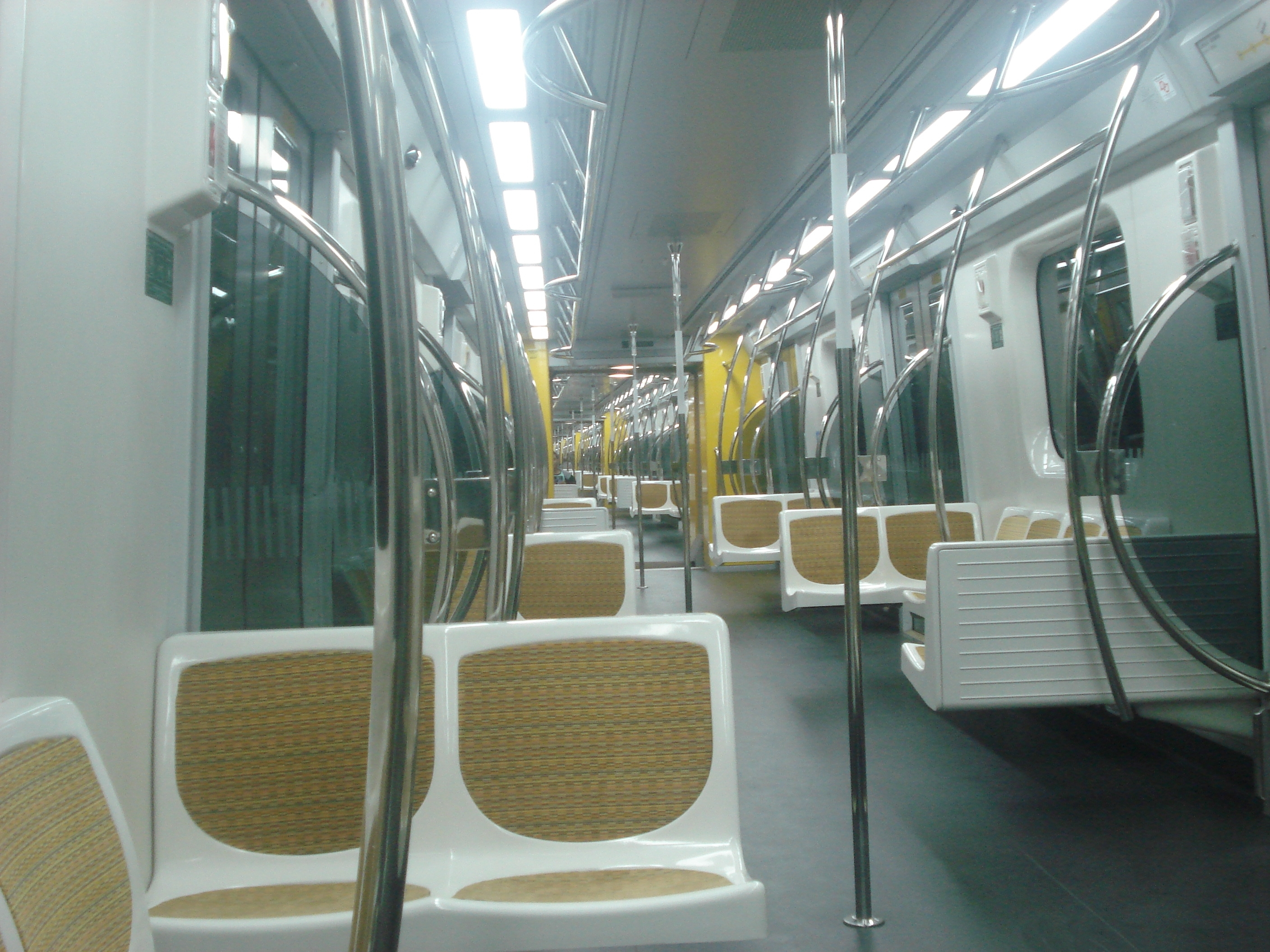
4号線の車内

5号線路線図

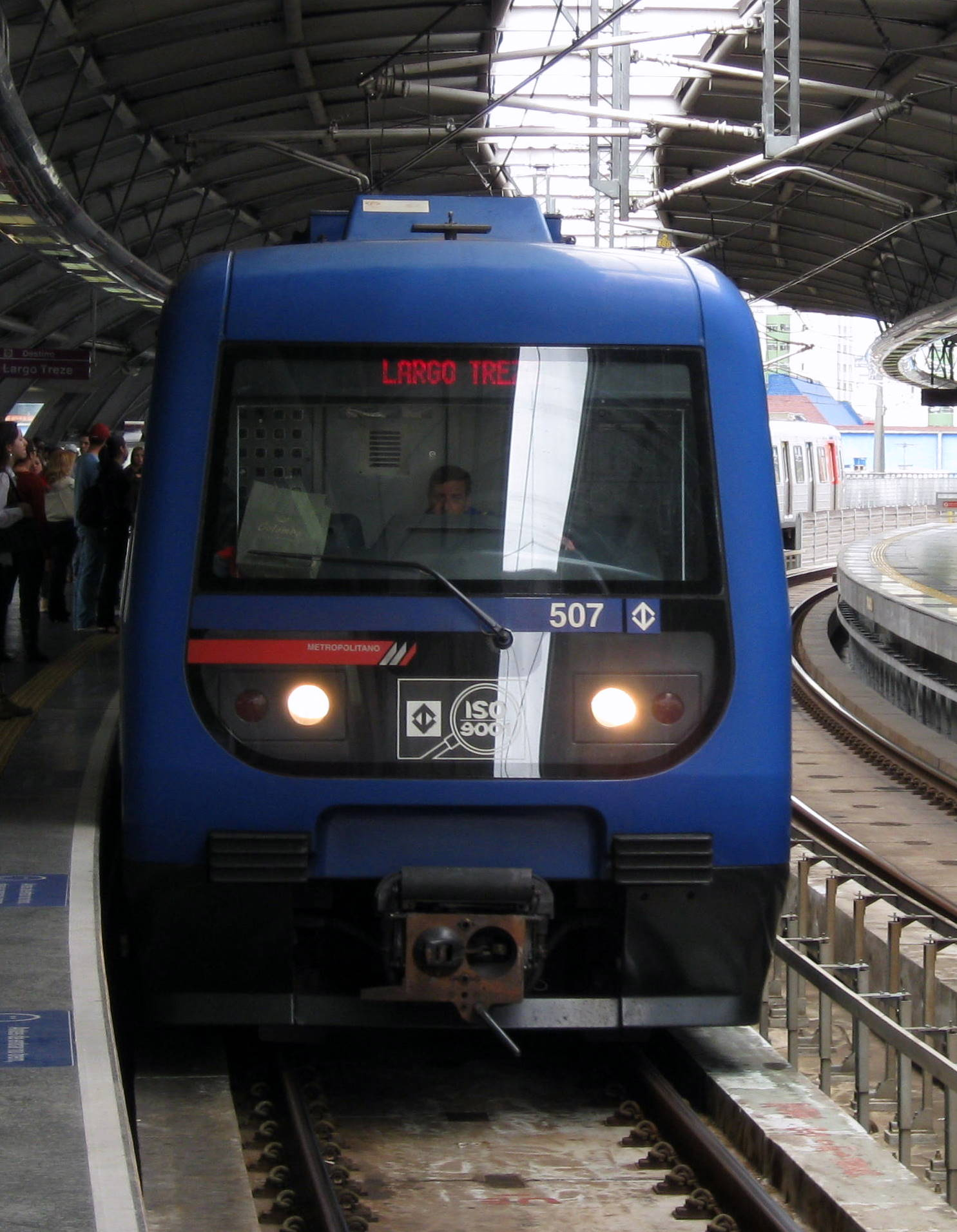
5号線の車両

| 路線 | 営業区間                                     | 開業日         | 営業キロ (km)     | 駅数          | 時間 (分) | 方式       |
| ---- | -------------------------------------------- | -------------- | ----------------- | ------------- | --------- | ---------- |
| 1    | トゥクルビ - ジャバクアラ                    | 1974年9月14日  | 20.2              | 23            | 44        | 地下鉄     |
| 2    | ヴィラ・マダレナ - ヴィラ・プルデンテ        | 1991年1月25日  | 14.7              | 14            | 18        | 地下鉄     |
| 3    | Palmeiras-Barra Funda ↔ Corinthians-Itaquera | 1979年5月10日  | 22                | 18            | 36        | 地下鉄     |
| 4    | Butantã ↔ Luz                                | 2010年5月25日  | 12.8              | 11            | ---       | 地下鉄     |
| 5    | Capão Redondo ↔ Chácara Klabin               | 2002年10月20日 | 12.4 20.8(延伸後) | 12 17(延伸後) | ---       | 地下鉄     |
| 6    | Brasilândia ↔ São Joaquim                    | 建設中         | 15.9              | 15            | ---       | 地下鉄     |
| 15   | ヴィラ・プルデンテ ↔ São Mateus              | 2014年8月30日  | 12.9 27(延伸後)   | 10 18(延伸後) | ---       | モノレール |
| 16   | Cachoeirinha ↔ Ipiranga                      | 計画中         | 8                 | 10            | ---       | 地下鉄     |
| 17   | São Paulo - Morumbi ↔ Congonhas / Jabaquara  | 建設中         | 21.5              | 14            | ---       | モノレール |
| 18   | Tamanduateí ↔ Djalma Dutra                   | 計画中         | 14.9              | 13            | ---       | モノレール |
| 19   | Guarulhos - Cecap ↔ Campo Belo               | 計画中         | 25.9              | 24            | ---       | 地下鉄     |
| 20   | Lapa ↔ São Judas                             | 計画中         | 12.3              | 13            | ---       | 地下鉄     |

### 地下鉄
- サンパウロ地下鉄が直営する路線は1・2・3号線と15号線（モノレール）のみである。

#### 1号線
1号線は1974年に開通した最初の路線であり、当初は南北線（Linha Norte–Sul）と呼ばれていた。
- 路線のシンボルカラーは青で（Linha 1-Azul）と呼ばれている。
- 全長は20.2km、23か所の駅がある。

1. Tucuruvi
2. Parada Inglesa
3. Jardim São Paulo-Ayrton Senna（アイルトン・セナが育った場所にちなんで駅名の一部となった）
4. Santana
5. Carandiru
6. Portuguesa-Tietê（チエテ川沿いにあり、長距離バスターミナルの最寄り駅。またポルトゥゲーザのスタジアムへアクセスのため駅名に含まれている）
7. Armênia
8. Tiradentes
9. Luz
10. São Bento
11. Sé（サンパウロの中心地）
12. Japão-Liberdade（日本人移民を中心とした東洋人街の最寄り駅のため、駅名に「日本」Japãoが付いている）
13. São Joaquim
14. Vergueiro
15. Paraíso
16. Ana Rosa
17. Vila Mariana
18. Santa Cruz
19. Praça da Árvore
20. Saúde
21. São Judas
22. Conceição
23. Jabaquara

#### 2号線
2号線は1991年に3番目の路線として開通。
- コンソラソン（Consolação）～パライゾ（Paraíso）間はパウリスタ通りの地下を走っているためにラマル・パウリスタ線とも呼ばれており、大半は地下を走っている。
- タマンデュアテイー駅（Tamanduateí）へ延伸の際に10号線と乗り換えが出来るようになり、ABC地域（大サンパウロ都市圏の東南部にあるサント・アンドレ(A)、サン・ベルナルド・ド・カンポ(B)、サン・カエターノ・ド・スル(C)の各近郊都市）へのアクセスが改善した。開通当初の名称はヴィラ・マダレナ・イラトリオ線と呼ばれていた
- 路線のシンボルカラーは緑で（Linha 2-Verde）と呼ばれている。
- 全長は14.7km、14か所の駅がある。

1. Vila Madalena
2. Santuário Nossa Senhora de Fátima-Sumaré
3. Clínicas
4. Consolação
5. Trianon-Masp（サンパウロ美術館）
6. Brigadeiro
7. Paraíso
8. Ana Rosa
9. Chácara Klabin
10. Santos-Imigrantes（サンパウロ市とサントスを結ぶ「サンパウロ州道160号線」に隣接。駅名はサントスFCと160号線の愛称「移民道路」に由来）
11. Alto do Ipiranga
12. Sacomã
13. Tamanduateí
14. Vila Prudente

#### 3号線
3号線は1979年に2番目の路線として開通。開通当初は東西線（Linha Leste-Oeste）と呼ばれていた。路線の大半が地上区間となっている。
- ブラス（Brás）～コリンチャンス・イタケーラ（Corinthians-Itaquera）間はCPTM11号線と並行しており、緩行線（各駅停車）の役割を担っている。この区間の11号線の停車駅はタツアペー駅（Tatuapé）のみ。
- 路線のシンボルカラーは赤で（Linha 3-Vermelha）と呼ばれている。
- 全長は22km、18か所の駅がある。

1. Palmeiras-Barra Funda（パルメイラスのスタジアムに至近のため駅名に含まれている）
2. Marechal Deodoro
3. Santa Cecília
4. República
5. Anhangabaú
6. Sé
7. Pedro II
8. Brás
9. Bresser-Mooca
10. Belém
11. Tatuapé
12. Carrão
13. Penha
14. Vila Matilde
15. Guilhermina-Esperança
16. Patriarca
17. Artur Alvim
18. Corinthians-Itaquera（SCコリンチャンス・パウリスタのスタジアムに至近のため駅名に含まれている）

#### 4号線
4号線は2010年に開通した4番目の路線である。
- ルス駅から市西南部の高級住宅街モルンビー地区を結ぶ。
- 運転手がおらず、全列車自動運転で各駅にはホームドアが設置されている。
- 路線のシンボルカラーは黄色で（Linha 4-Amarela）と呼ばれている。
- 全長は11.5km、10か所の駅がある。
- この路線のみ、「ヴィア・クアトロ社」(Via Quatro)（有料道路の管理会社コンセッソンエス・ロドビアリアの子会社）により管理されている。クアトロはポルトガル語で数字の「4」である。

1. Luz
2. República
3. Higienopólis-Mackenzie
4. Paulista（2号線のConsolação駅と改札内乗り換えが可能）
5. Oscar Freire
6. Fradique Coutinho
7. Faria Lima
8. Pinheiros
9. Butantã
10. São Paulo-Morumbi（サンパウロFCのスタジアムへアクセスのため駅名に含まれている）
11. Vila Sônia（建設中）

#### 5号線
5号線は2002年に4番目の路線として開通した。
- 路線のシンボルカラーは紫色で路線名はライラック（Linha 5-Lilás）と呼ばれている。
- 全長は19.9km、17か所の駅がある。
- この路線のみ、「ヴィア・モビリダージ社」(Via Mobilidade)（有料道路の管理会社コンセッソンエス・ロドビアリアの子会社）により管理されている。

1. Capão Redondo
2. Campo Limpo
3. Vila das Belezas
4. Giovanni Gronchi
5. Santo Amaro
6. Largo Treze
7. Adolfo Pinheiro
8. Alto da Boa Vista
9. Borba Gato
10. Brooklin
11. Campo Belo
12. Eucaliptos
13. Moema
14. AACD-Servidor
15. Vila Clementino
16. Santa Cruz
17. Chácara Klabin

#### 6号線
6号線
建設中。三菱重工業が受注した全自動無人地下鉄。2026年9月完成予定。
- 路線のシンボルカラーは橙色で路線名（Linha 6-Laranja）と呼ばれている。
- この路線のみ、「リンニャ・ウニ」（Linha Uni）（スペインのコングロマリット「アクシオナ」の関連会社）により管理される。

1. Brasilândia（建設中）
2. Morro Grande（建設中）
3. Itaberaba-Vila Penteado（建設中）
4. João Paulo I（建設中）
5. Freguesia do Ó（建設中）
6. Santa Maria（建設中）
7. Água Branca（建設中）
8. SESC Pompeia（建設中）
9. Perdizes（建設中）
10. PUC-Cardoso de Almeida（建設中）
11. Pacaembu-Angélica（建設中）
12. Higienópolis-Mackenzie（建設中）
13. 14 Bis（建設中）
14. Bela Vista（建設中）
15. São Joaquim（建設中）

#### 19号線
19号線
計画中。

#### 20号線

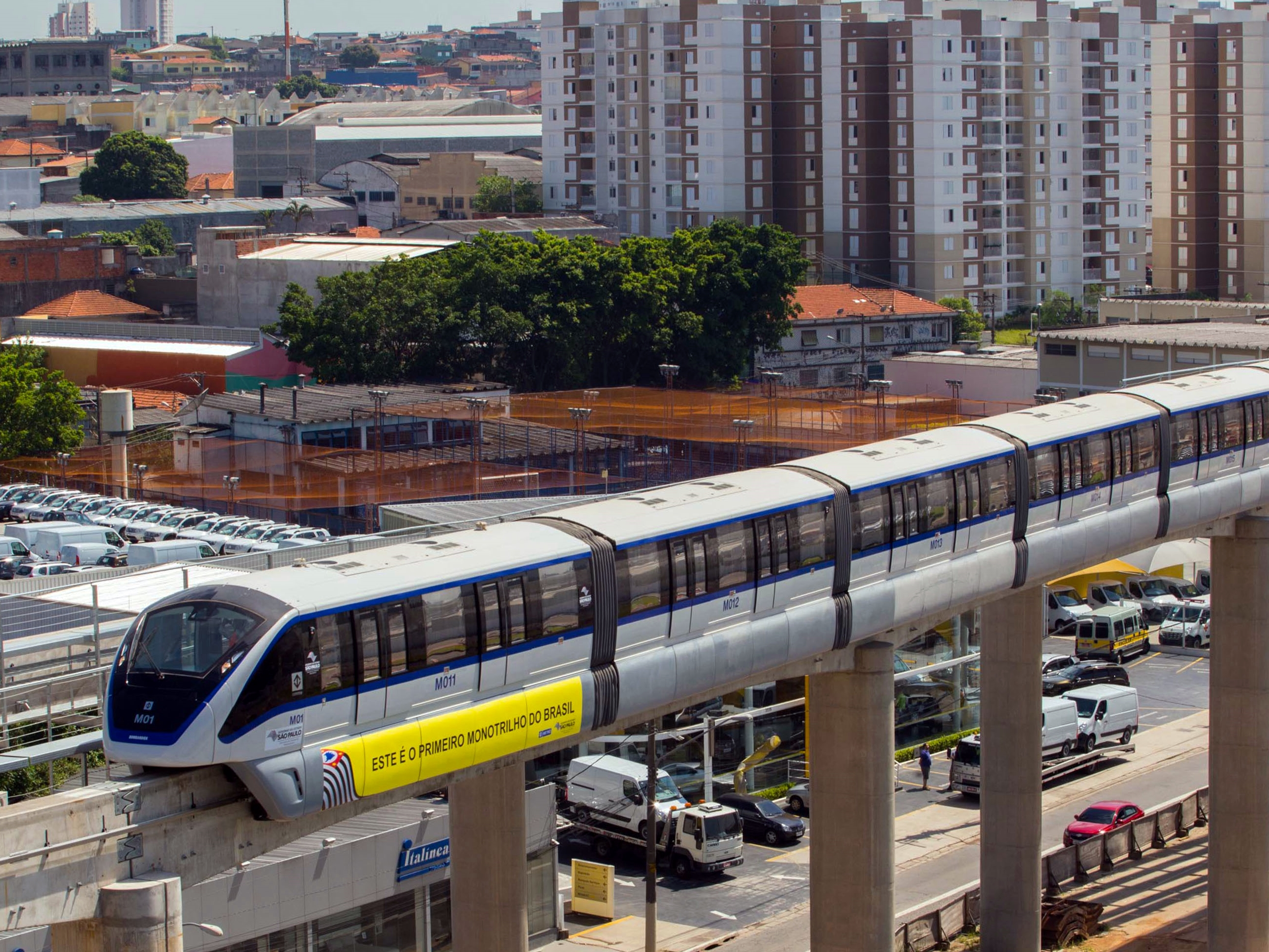
モノレールの15号線

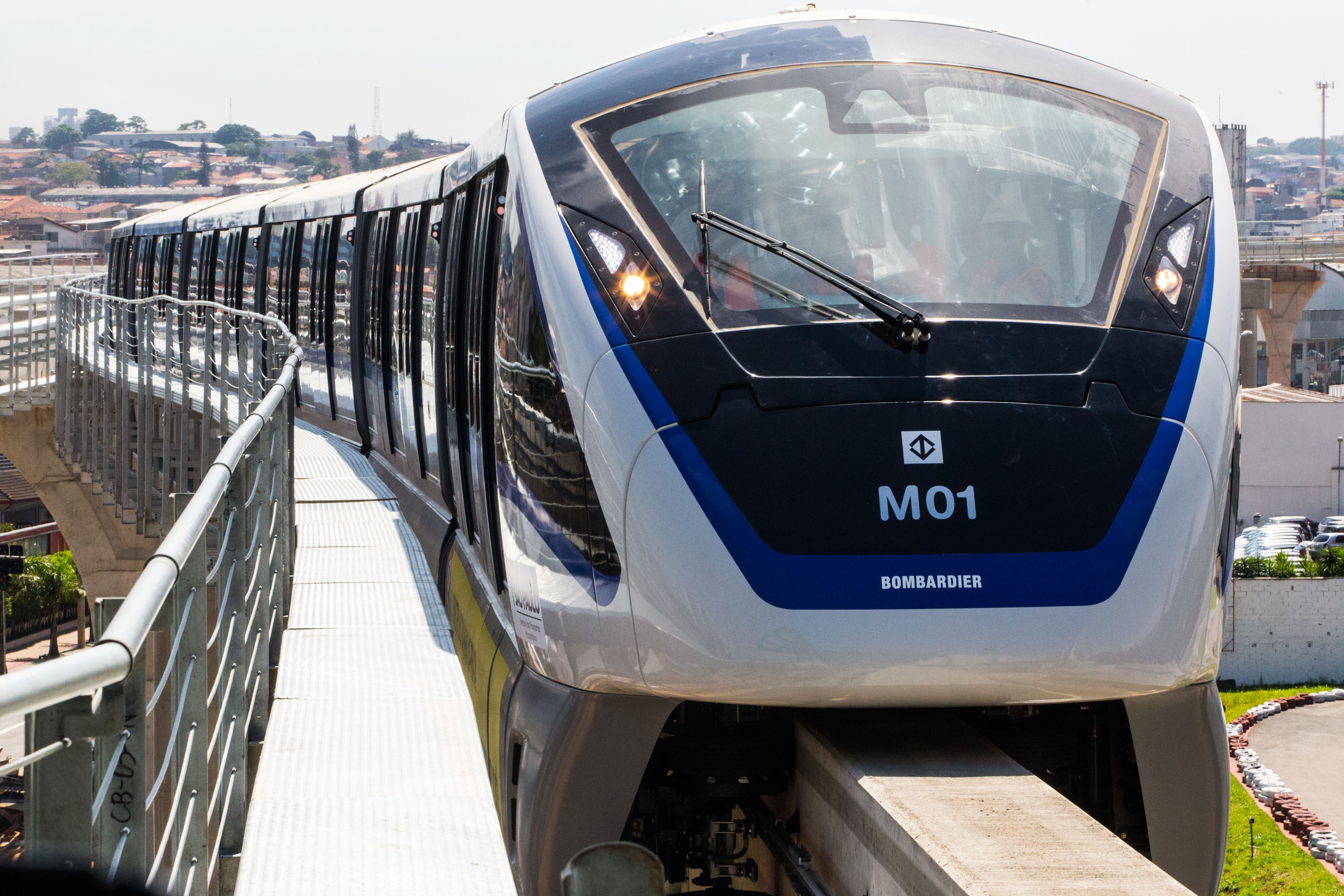
15号線のモノレール車両

20号線
計画中。

### モノレール

#### 15号線
2014年に2.9km、2駅区間のみ部分開業したモノレール路線。その後延伸され、11.6km、10駅で運行。
路線のシンボルカラーは銀色で路線名（Linha 15-Prata）と呼ばれている。
1. Ipiranga（建設中）
2. Vila Prudente
3. Oratório
4. São Lucas
5. Camilo Haddad
6. Vila Tolstói
7. Vila União
8. Jardim Planalto
9. Sapopemba
10. Fazenda da Juta
11. São Mateus
12. Jardim Colonial（建設中）
13. Jequiriçá（建設中）
14. Jacú-Pêssego（建設中）
15. Érico Semer（建設中）
16. Márcio Beck（建設中）
17. Cidade Tiradentes（建設中）
18. Hospital Cidade Tiradentes（建設中）

#### 16号線
計画中。モノレール路線。

#### 17号線
建設中。モノレール路線。2018年開通予定。

#### 18号線
18号線
計画中。モノレール路線。

## ギャラリー

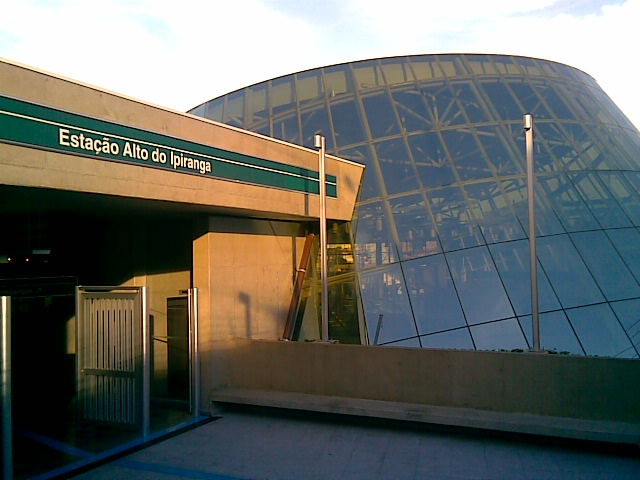
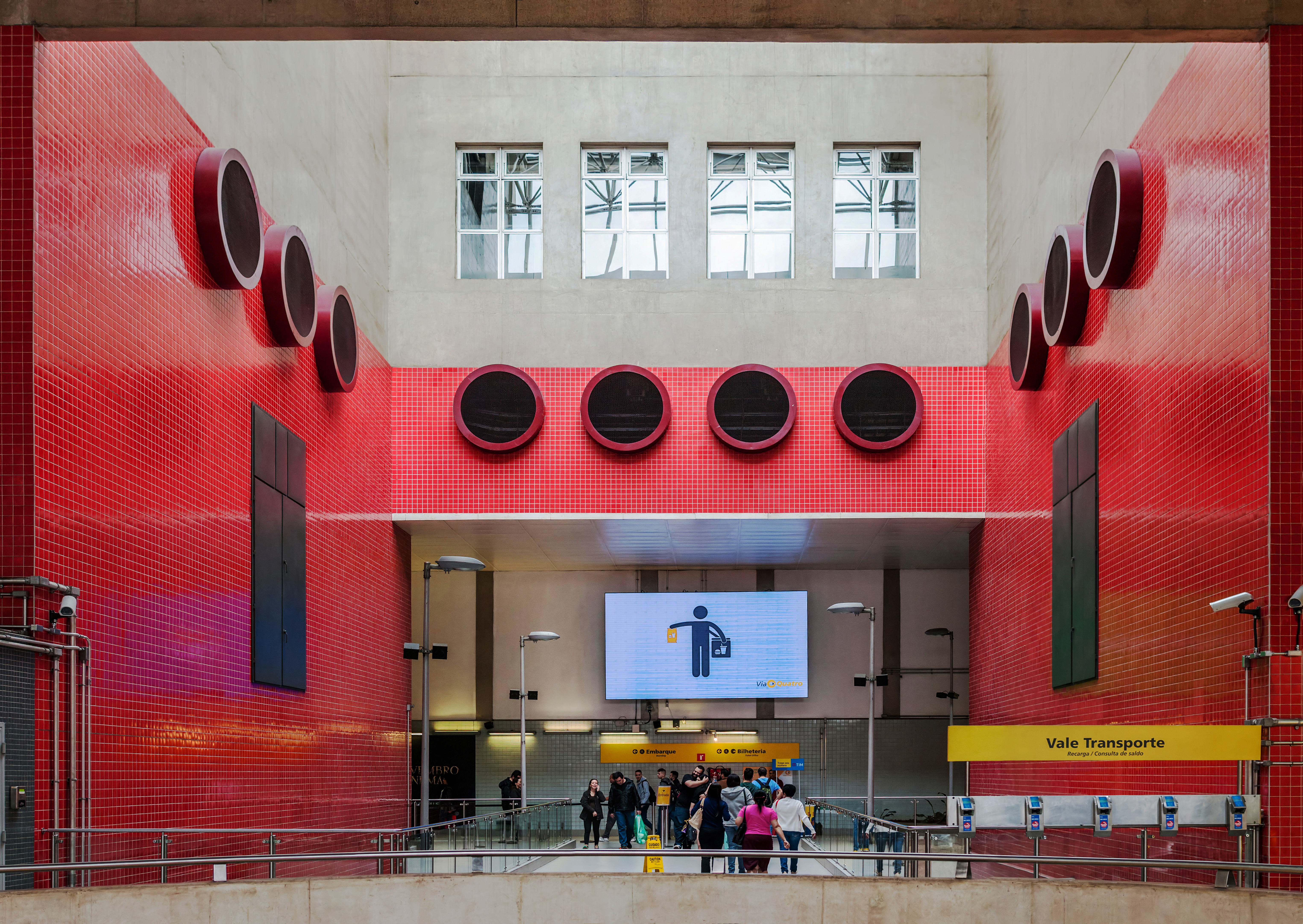
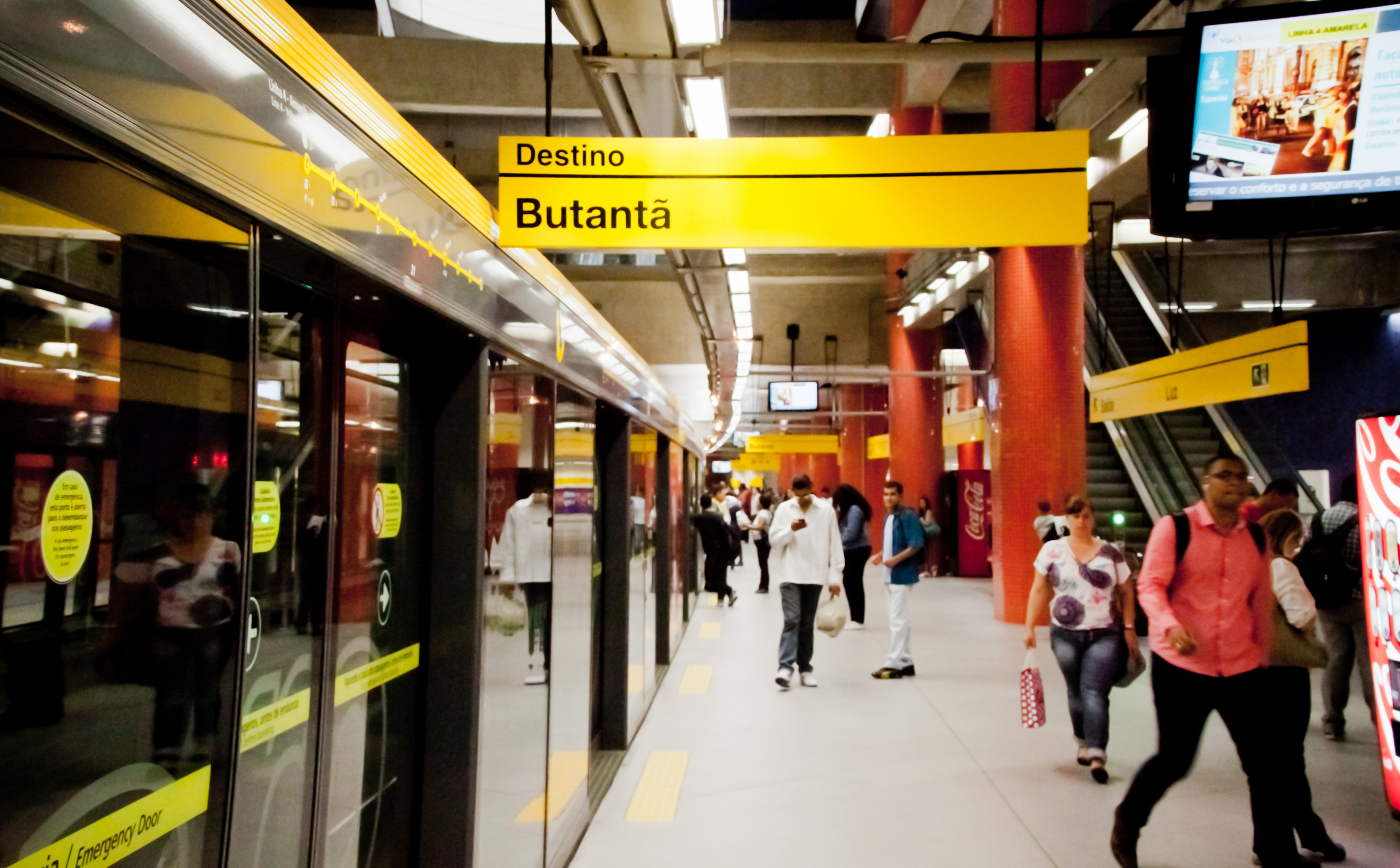
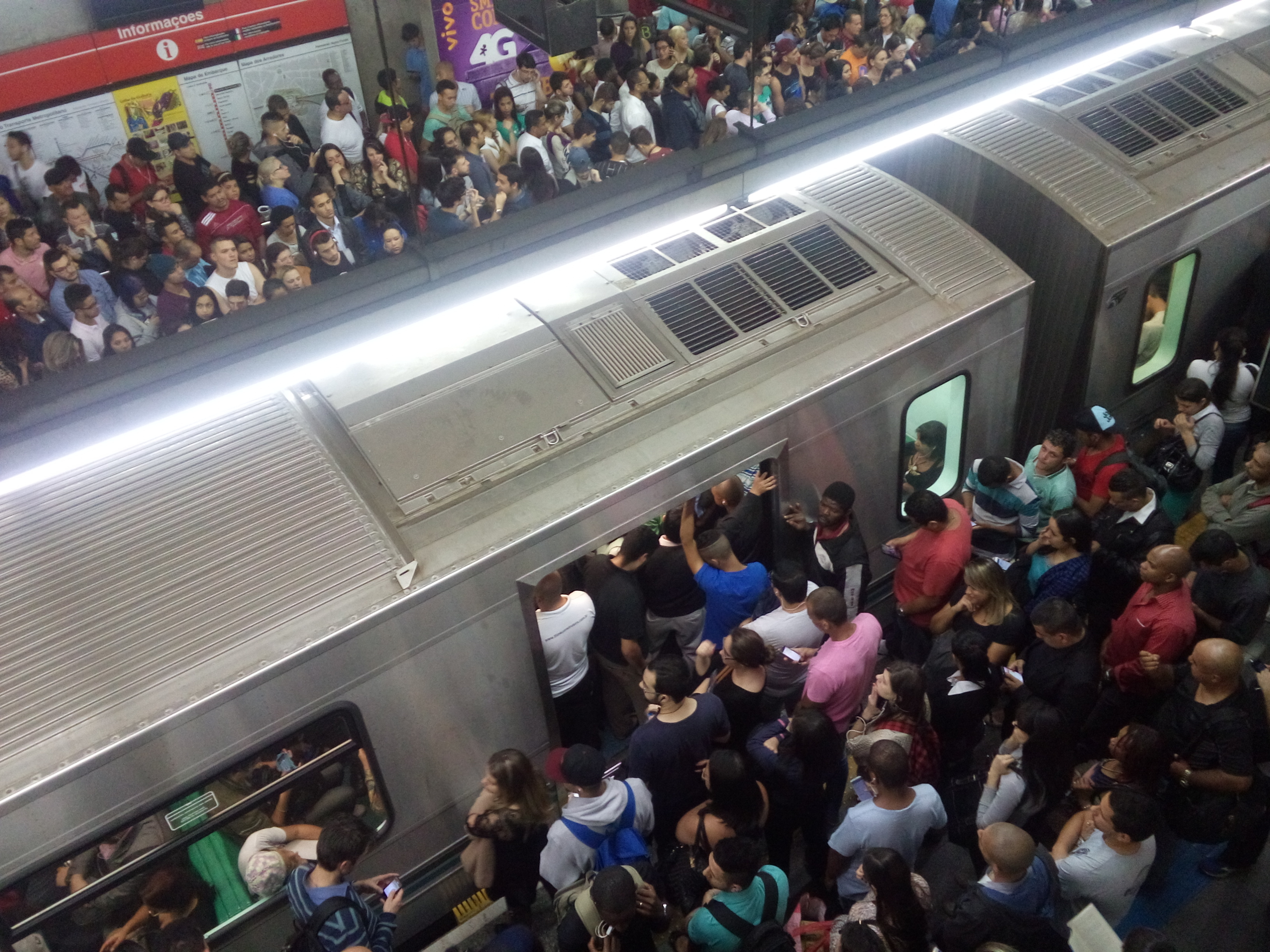
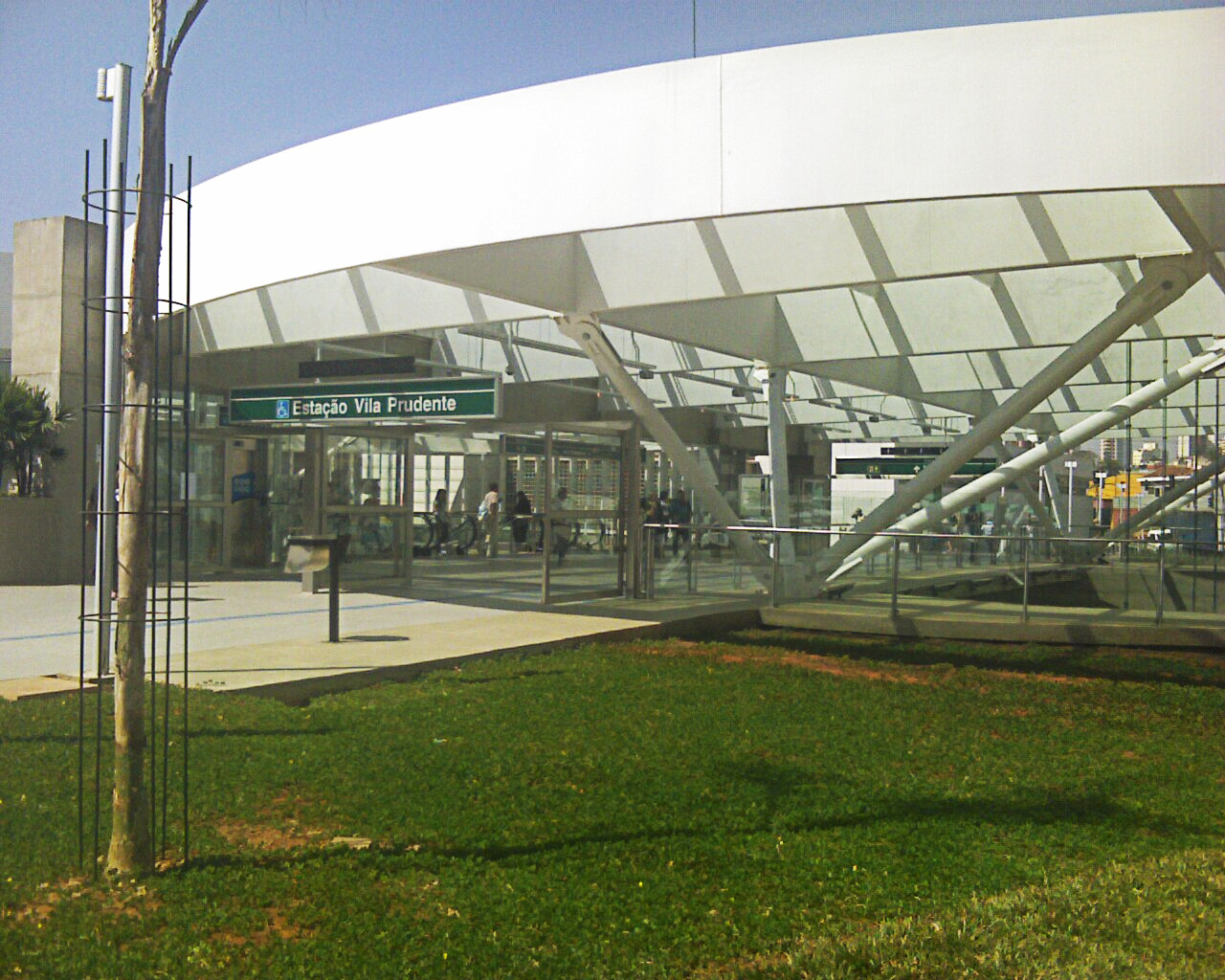
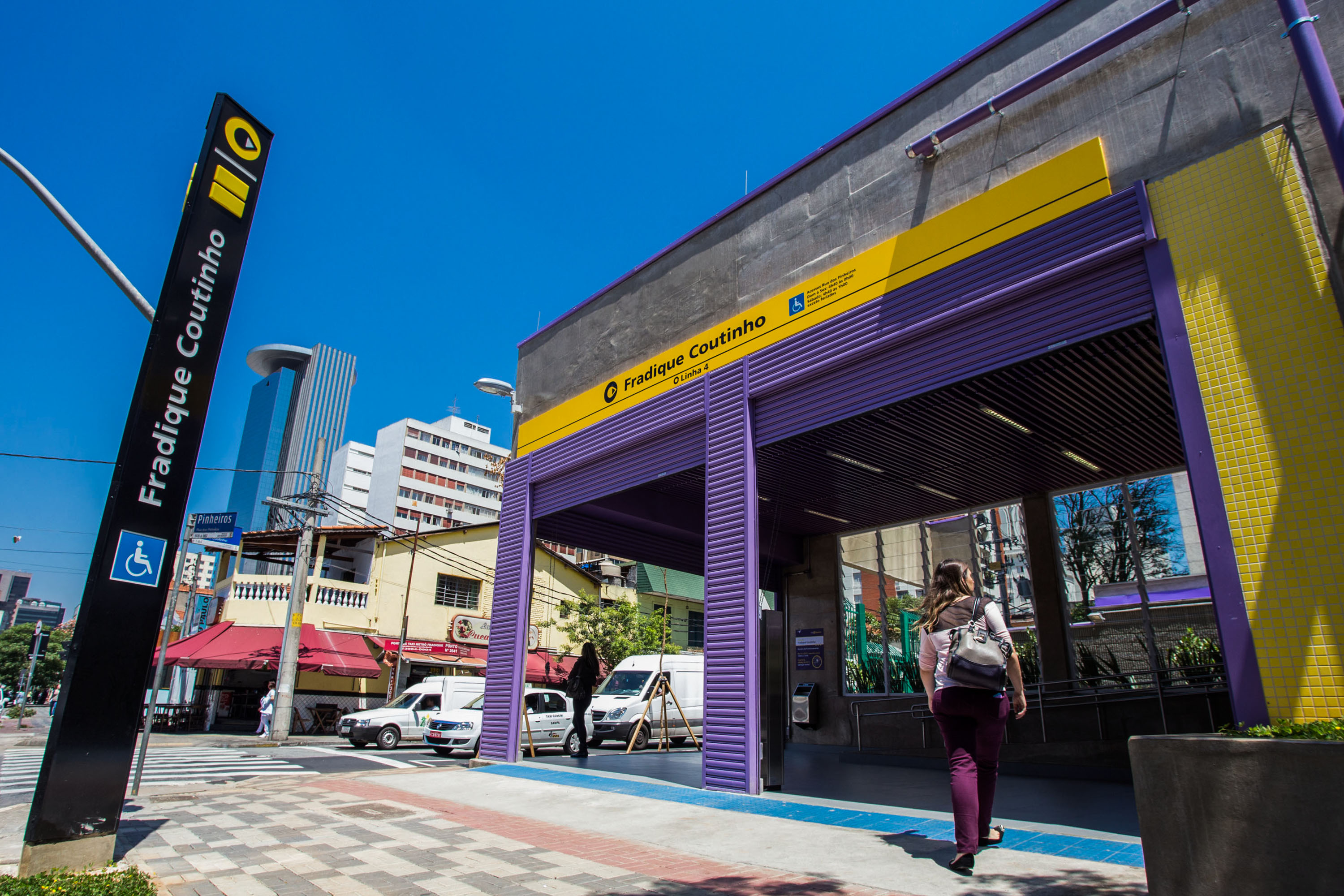
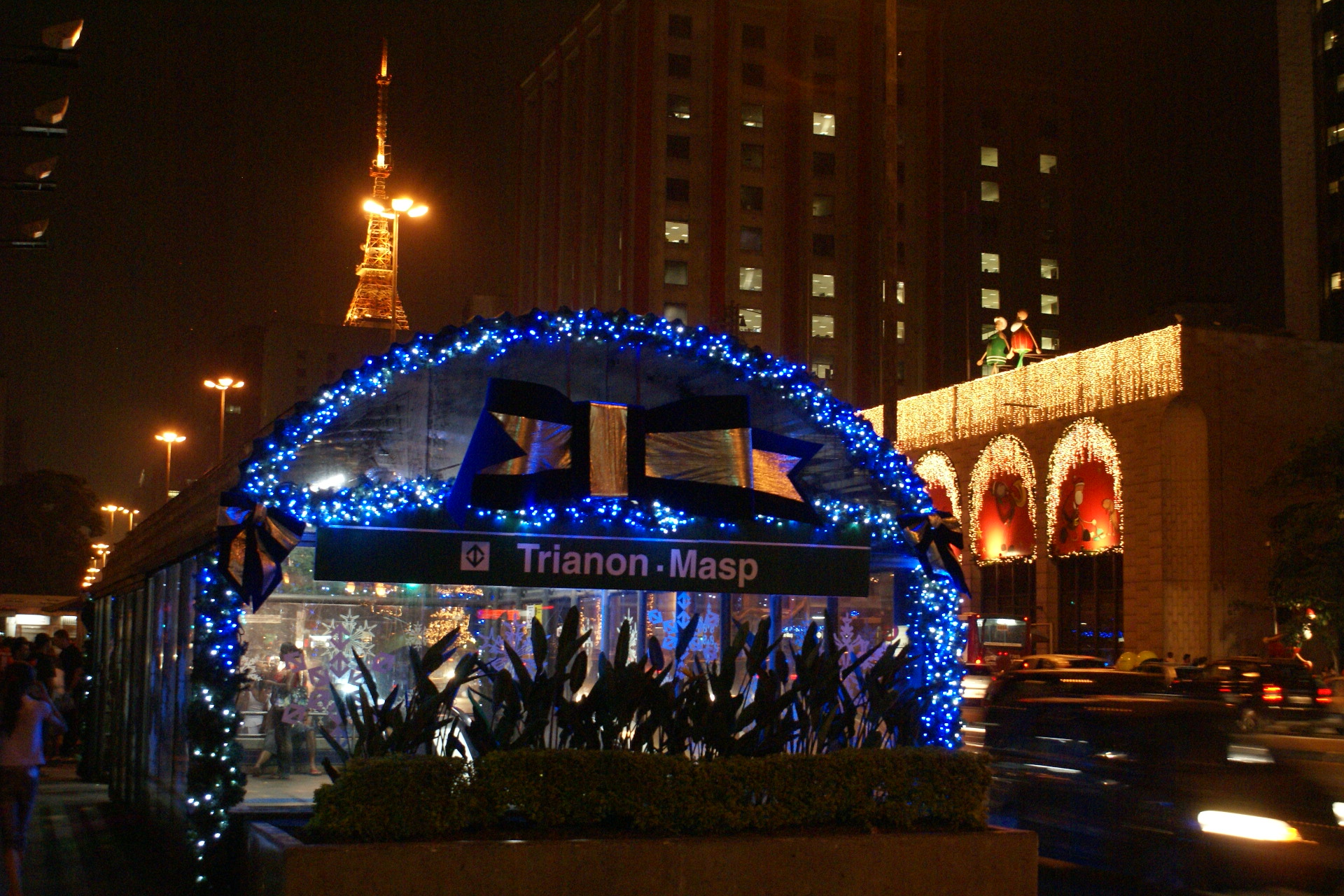
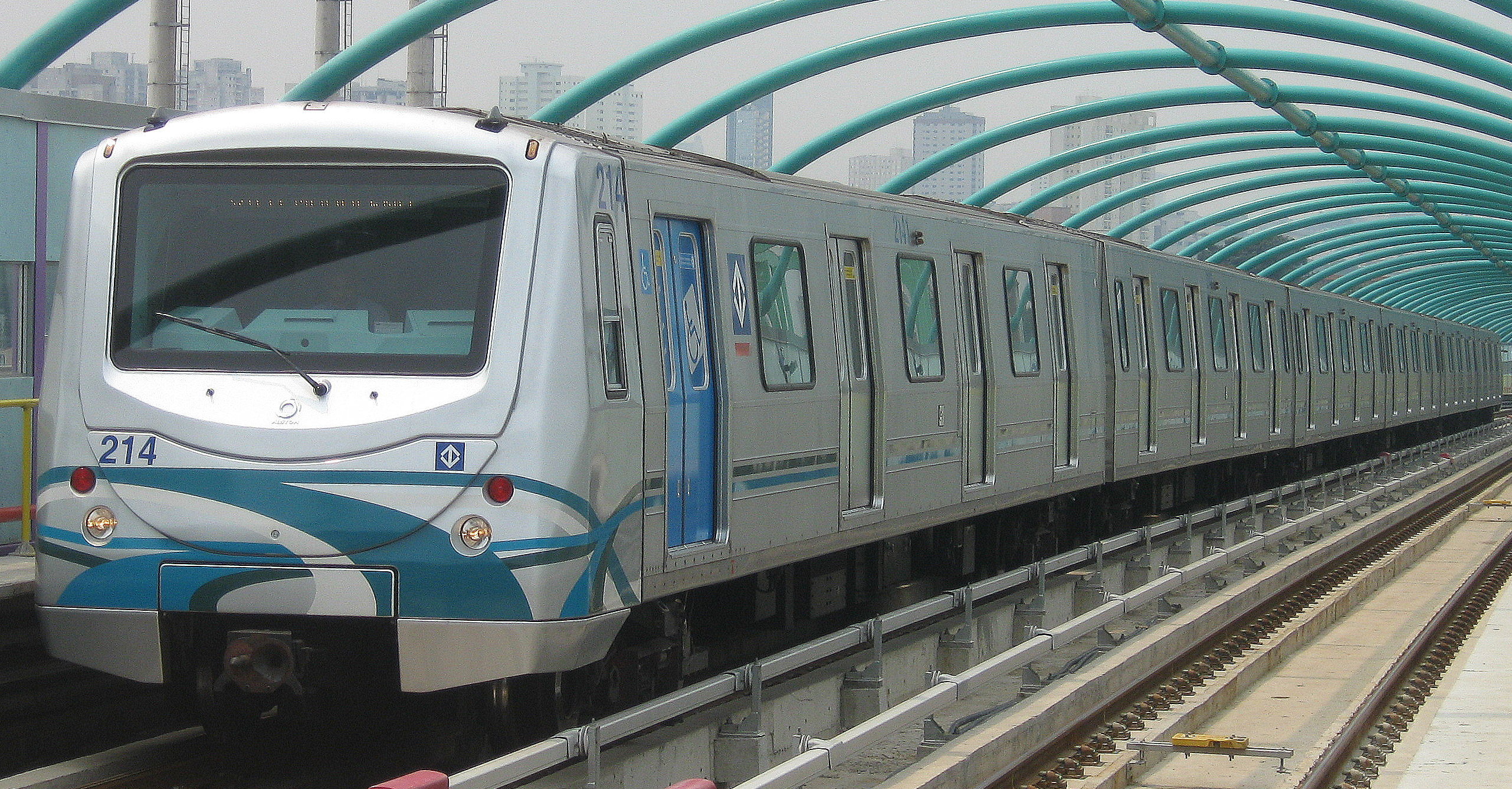
2号線Tamanduateí駅
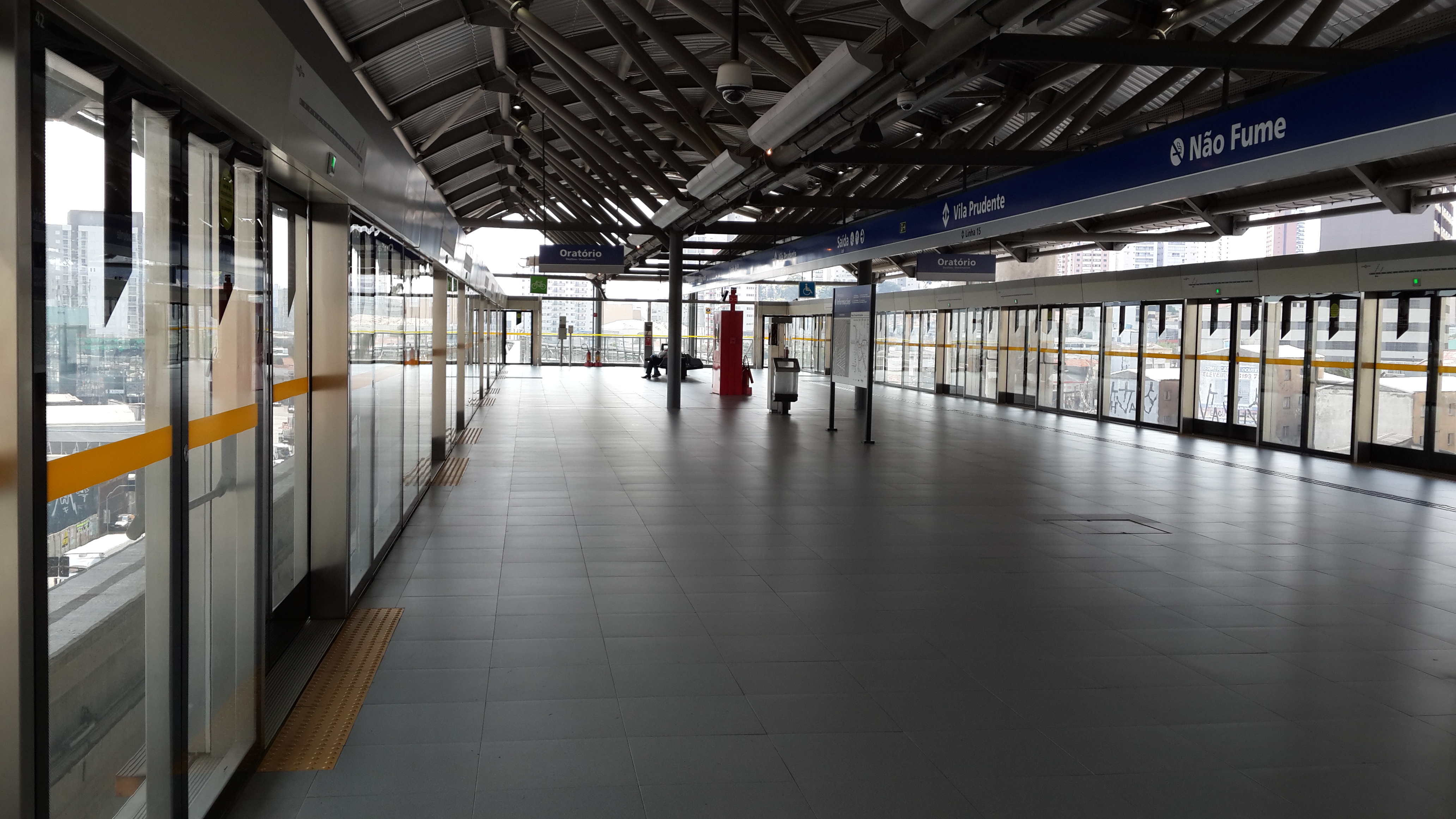
15号線Vila Prudente駅ホーム
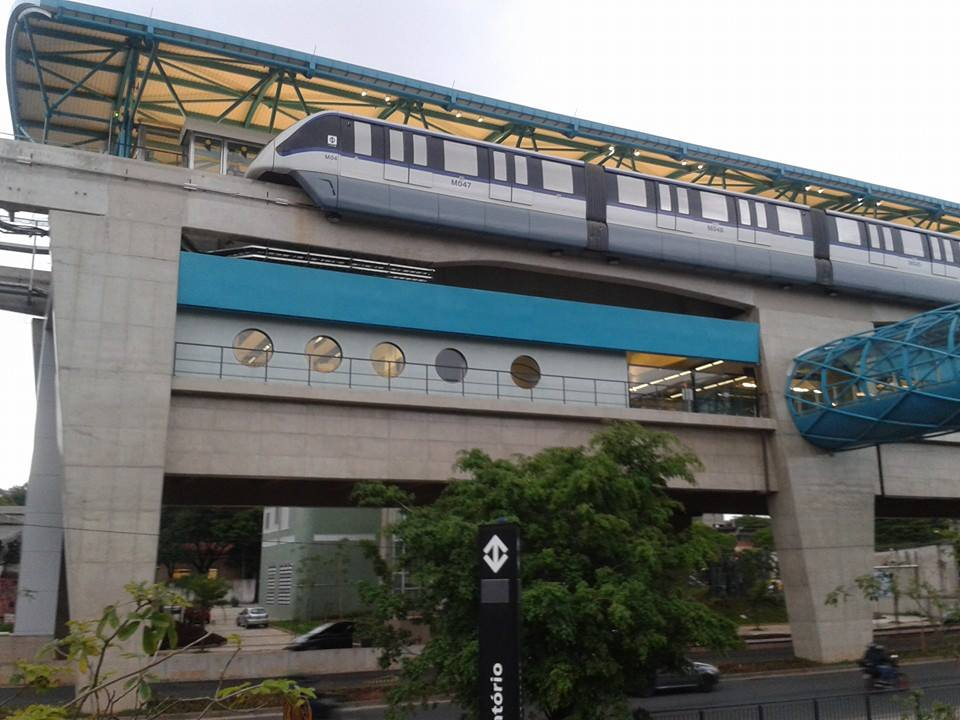
15号線Oratório駅
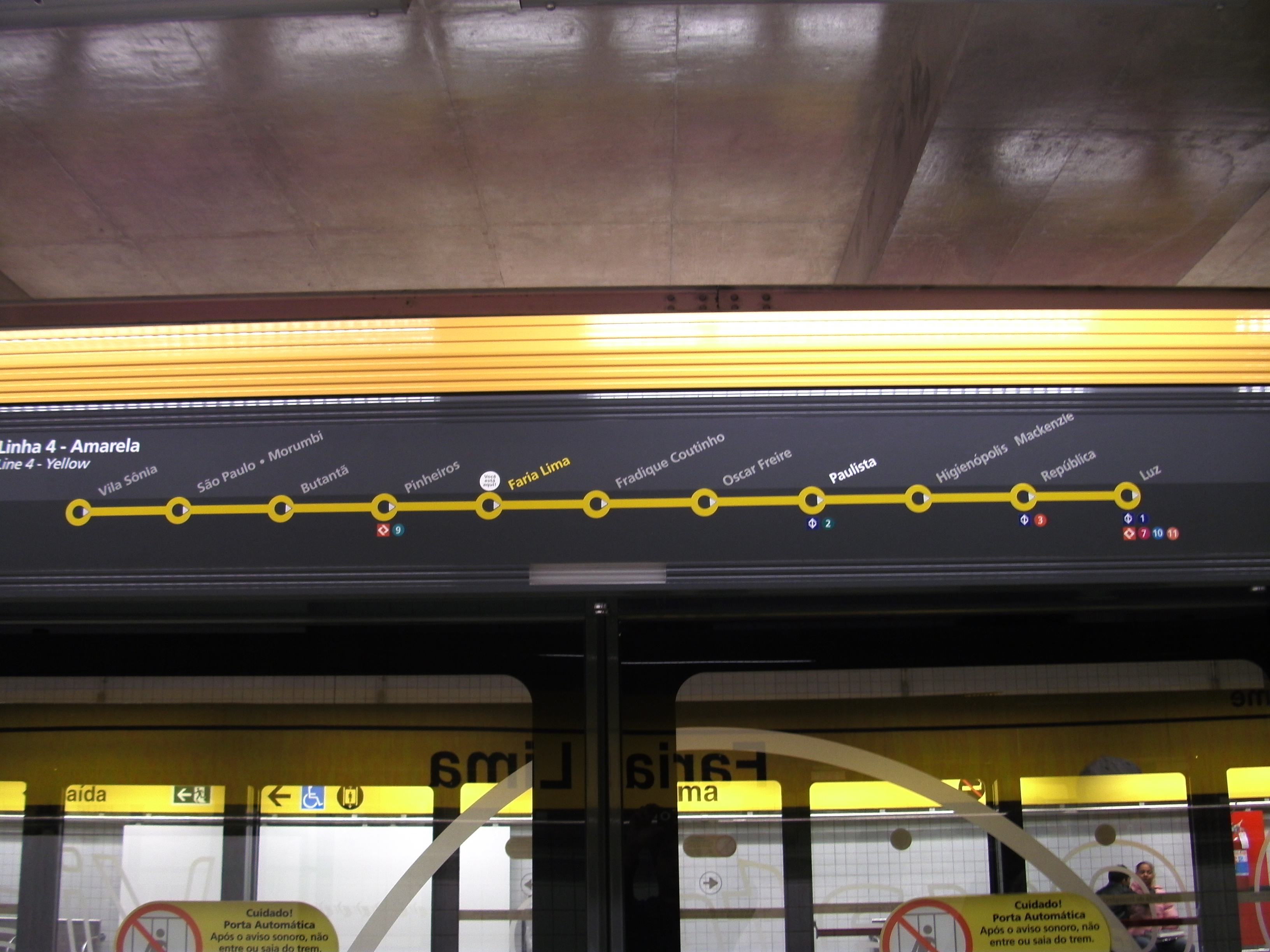
4号線の表示板
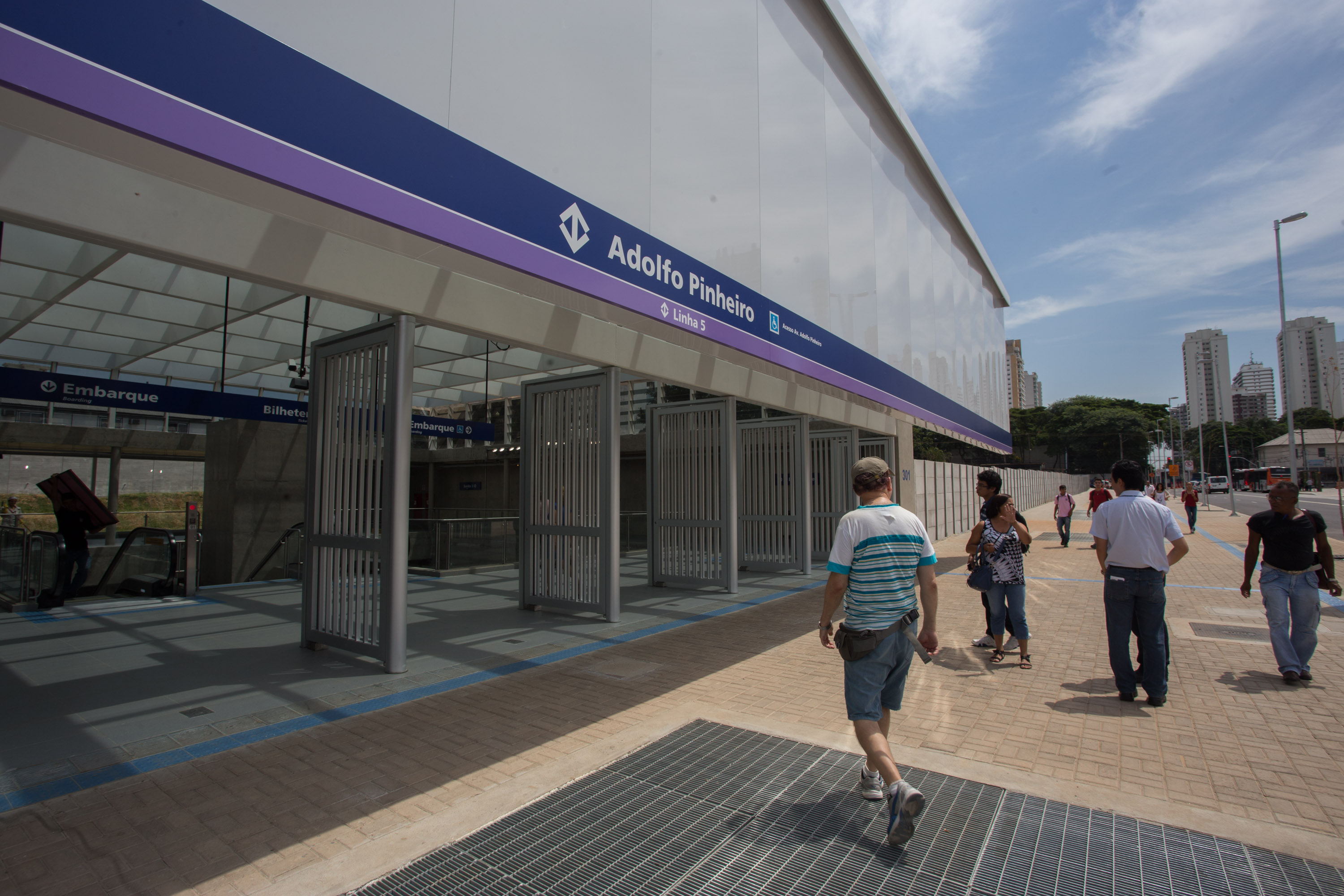
5号線Adolfo Pinheiro駅
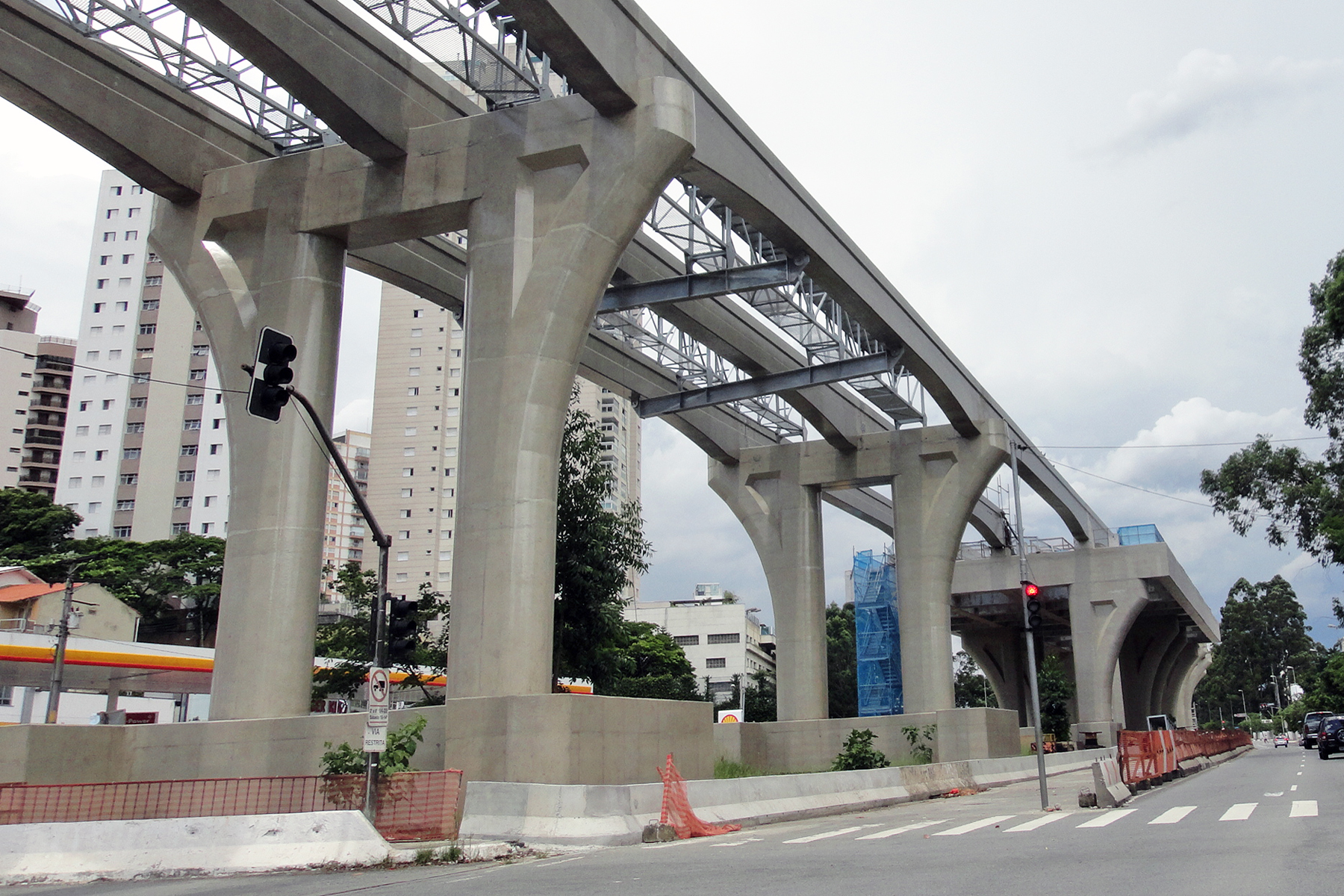
建設中の17号線